# 神谷浩史
神谷 浩史（かみや ひろし、1975年〈昭和50年〉1月28日 - ）は、日本の男性声優、歌手、ナレーター。千葉県松戸市出身。茨城県牛久市育ち。青二プロダクション所属。妻は女優の逢沢りな。

## 来歴
高校3年時に空手部を引退後、友人が作った演劇部に参加し大会で個人演技賞を受賞する。その後役者を志し、芸術系の大学を志望するが受験に失敗。そんな時に演劇雑誌『テアトロ』に載っていた青二塾と無名塾の広告を見て、どちらに行くか悩んだ末、カリキュラムがしっかりしていると感じた青二塾に東京校第14期生として入所する。青二塾には声優養成所と知らずに入所した。
1994年にデビュー。最初の仕事はドラマCD『三國志DX4 三國志満漢全席グレート』の生徒役。デビューして数年はナレーションの仕事が多く、22歳の時に始まった情報番組『スーパーナイト』では生放送中に声を入れることがあり「生ナレをつけている最年少だ」と自負していた。

### 略歴
- 2008年、第2回声優アワードサブキャラクター男優賞受賞[21]。
- 2009年、第3回声優アワード主演男優賞/ベストパーソナリティー賞受賞[22][注釈 1]。
- 2009年8月26日、ミニアルバム「ハレノヒ」で本人名義での歌手デビュー[23]。
- 2010年、TAF東京アニメアワード声優賞（化物語/阿良々木暦役）受賞[24]。
- 2012年、第6回声優アワード最多得票賞受賞[25]。
- 2013年、第7回声優アワード最多得票賞受賞[26]。
- 2014年、第8回声優アワード最多得票賞受賞[27]。
- 2015年、第9回声優アワードパーソナリティ賞と最多得票賞を受賞[28]。
- 2016年、第10回声優アワード最多得票賞受賞。5年連続受賞によって、声優アワード殿堂入りを果たす[29]。10月には、ニュータイプアニメアワード2016において男性声優賞を受賞。
- 2019年、第13回声優アワードMVS（Most Valuable Seiyu）受賞[30]。
- 2020年、第14回声優アワードMVS（Most Valuable Seiyu）受賞[31]。
- 2025年1月1日、女優の逢沢りなと結婚[32][33]。

## 人物
さまざまなキャラクターを持ち前の透明感のある声で演じている。
所持資格は普通自動車免許。
猫好きで、自宅でも「にゃんこ先生」という名前の猫（ロシアンブルー）を飼っている。根谷美智子のファン。
本人いわく「凄く後ろ向きな性格で何でも疑う」ため、『さよなら絶望先生』で演じた糸色望には共感するという。
2006年8月7日、バイクの運転中に交通事故に遭い入院。この事故で意識が戻るまで1か月近くかかり、一時は心肺停止状態に陥るなど危険な状態にあったが驚異的な回復を見せ、意識が戻った1か月後の同年9月29日に退院。同年12月25日に放送された『爆球Hit! クラッシュビーダマン』の神岡テルマ役で復帰を果たした。

## エピソード

### ガンダム関連について
2010年、ガンプラ30周年記念アニメーション『模型戦士ガンプラビルダーズ ビギニングG』の主題歌を、入野自由とのユニット『KAmiYU』が担当した。
2012年、『機動戦士ガンダムAGE』の第2部・アセム編からライバルのゼハート・ガレットを演じた。

### 新房昭之監督作品
『さよなら絶望先生』の糸色望は原作を読んでいたころから声がイメージできず「もしこれがアニメ化やドラマCDになったら大変そうだ」と他人事のように思っていたところ、指名により自身が演じることになり悩んでいた。しかし監督が新房昭之、音響監督が亀山俊樹と他作品で何度も仕事をした「手の内を知られている」相手だったこともあり「僕のやれる範囲でやればいい」「無い引き出しを開けろとは言われない」と思い開き直って第1話の収録に臨みそこで手応えを掴んだという。
『化物語』では同クールから始まる『【懺・】さよなら絶望先生』でも主役を務めていたため、両作品の監督を務める新房も神谷の起用を迷ったが「時期が違ったら間違いなく神谷さんなんだけどなと考えた時、作品として良いものを作ることが一番大事なんだから、時期のことなんて考えるべきじゃない」との思い同クールから始まる同一監督の作品で主役を務めるという状況が出来た。
『荒川アンダー ザ ブリッジ』のリクルート役は20人程度の候補者の中からオーディションを経て決定した。新房は神谷を「いわゆるアニメのテンプレートではない、自然な芝居が出来る人」と評価している。

### 夏目友人帳
アニメ化前にファンから「飼い猫と同じ名前の猫が出ています」とコミックスが送られてきたという。

### ONE PIECE
1999年から放送の『ONE PIECE』に第1話で初出演しており（キャスト表記は「海賊A」）、その後も何度か出演しているがいずれも端役だった。2009年に親交があった『ONE PIECE』のプロデューサー柴田宏明のキャスティングでトラファルガー・ローを演じることになった経緯について「成り上がりですよ。海賊Aから王下七武海ですよ！」と喜びを語っている。
また、2021年放送の第1000話では第1話と同じ「海賊A」役で出演した。本来は出演予定はなかったが、「出してもらえるなら出たいです！」と神谷が言ったことで出演となった。また、役名も本来は「ギフターズ」であったが、第1話に合わせる形で「海賊A」へと変更された。

### 特撮（エピソード）
ラジオ『東映公認 鈴村健一・神谷浩史の仮面ラジレンジャー』のパーソナリティを務めるなど特撮作品のファンであることを公言している。しかし、ファンであるからこそ、それを仕事とすることには責任とリスクが伴うものだと考えており、安易にオファーを受けることには慎重であるという。
東映が制作した特撮テレビ番組は世代的には普通に観ており、スーパー戦隊シリーズだと『太陽戦隊サンバルカン』、再放送で『ジャッカー電撃隊』を観ていた記憶もあった。『仮面ライダー』だと、『仮面ライダー (スカイライダー)』も観ていたと語るが、記憶にあるのは『仮面ライダースーパー1』。共通の原体験として、何か言われれば「ああ、知ってる、知ってる」と思い出すくらいには観て育っているという。
東映プロデューサーの望月卓は、『宇宙戦隊キュウレンジャー』で神谷を起用した理由について『仮面ラジレンジャー』で特撮を語る神谷の無邪気な面を知り、従来の路線とは異なる役柄を演じてほしかったからと述べている。神谷は、ショウ・ロンポー役がそれまでの自身の役柄と異なっていたことから「人気声優」の名前が欲しいだけではないのかとの考えも抱いたが、望月から「神谷の声も人気も欲しい」とはっきり言われたことでオファーを受けることを決意した。
『キュウレンジャー』で共演した岐洲匠は、神谷が特撮作品のレギュラーを演じることが嬉しかったようだと述べており、制作発表などにも積極的に参加していたほか、通常は声優と別に行われることが多い俳優陣のアフレコにも自発的に参加していたことを証言している。

### 入院中の代役
| 後任     | 役名             | 作品                                      | 後任の初出演      | 復帰時期 |
| -------- | ---------------- | ----------------------------------------- | ----------------- | -------- |
| 野島健児 | 竹本祐太         | 『ハチミツとクローバーII』                | 第24話            | DVD版    |
| 野島健児 | 神岡テルマ       | 『爆球Hit! クラッシュビーダマン』         | 第38話            | 第50話   |
| 野島健児 | 久瀬             | 『Kanon』                                 | テレビアニメ第2作 | なし     |
| 宮野真守 | シャムス・コーザ | 『機動戦士ガンダムSEED C.E.73 STARGAZER』 | 第3話             | なし     |
| 菊池正美 | キーファ         | 『ツバサ・クロニクル』                    | 第2シリーズ       | なし     |
| 櫻井孝宏 | 望月ジロー       | 『BLACK BLOOD BROTHERS』                  | テレビアニメ版    | なし     |

## 出演
太字はメインキャラクター。

### テレビアニメ
1994年
- ツヨシしっかりしなさい（アベックの男）
- ママレード・ボーイ（生徒C）
- 蒼き伝説 シュート!（新矢巧）

1995年
- キテレツ大百科（スタッフ、社員、ボーイ、明彦）
- キャプテン翼J（浦辺反次〈青年期〉、ジョル）
- ちびまる子ちゃん（1995年 - 2025年、武田洋〈2代目〉）

1996年
- 家なき子レミ（男の子B）
- ご近所物語（男子生徒）
- スレイヤーズNEXT（男）
- ドラゴンボールGT（ポベル、ロンゲ）

1997年
- 超魔神英雄伝ワタル

1998年
- アンドロイド・アナ MAICO 2010（ユンファ）
- DTエイトロン（リョウ / クロノ）
- TRIGUN（ザジ・ザ・ビースト）
- Bビーダマン爆外伝（ガンマンボン）
- 遊☆戯☆王（役員）

1999年
- コレクター・ユイ（富士タカシ）
- ジバクくん（カイ）
- 週刊ストーリーランド（拓也）
- 魔術士オーフェン（生徒B）
- マスターキートン（船瀬慎介）
- ONE PIECE（1999年 - 、海賊A、エディ、番頭、船長、トラファルガー・ロー）

2001年
- オフサイド（日比野勝彦）
- 超GALS!寿蘭（乙幡麗）
- 地球防衛家族（八代敦志）
- ノワール（ドミニクス）
- 爆転シュート ベイブレード（2001年 - 2003年、ブラッド、不良A、ガーランド） - 2シリーズ

2002年
- あたしンち（高田〈新田の彼氏〉）
- Kanon（久瀬）
- デジモンフロンティア（源輝二 / ヴォルフモン / ガルムモン / ベオウルフモン / マグナガルルモン）
- ベイベーばあちゃん（神宮寺英樹）
- 炎の蜃気楼（伊達小次郎）

2003年
- ウルトラマニアック（架地哲士）
- L/R -Licensed by Royal-（ブライアン）
- 金色のガッシュベル!!（窪塚泳太）
- グリーングリーン（堀田健一〈総長〉）
- ソニックX（Sチーム）
- ポケットモンスター アドバンスジェネレーション（ヒロミ）
- 無限戦記ポトリス（デュアル・キャリー）
- わがまま☆フェアリー ミルモでポン! シリーズ（2003年 - 2004年、桐生拓海） - 2シリーズ

2004年
- アガサ・クリスティーの名探偵ポワロとマープル（ジョン）
- SDガンダムフォース（キャプテンガンダム、シュウト〈成人〉、おたまザコ、ザコブッシA 他）
- GANTZ（北条政信）
- 北へ。〜Diamond Dust Drops〜（神宮司実）
- サムライガン（市川義修、蛇蔵）
- 砂ぼうず（蛙誠）
- 月詠 -MOON PHASE-（森丘耕平）
- とっとこハム太郎（トシオ）
- BURN-UP SCRAMBLE（すてきなヒト）
- 火の鳥（大友皇子）
- ボボボーボ・ボーボボ（ヤシの実マン、犬、ガソリンスタンド店員、ハジケ占い師）
- モンキーターンV（沖田龍一郎）
- リングにかけろ1（2004年 - 2011年、河井武士） - 4シリーズ
- ロックマンエグゼ シリーズ（2004年 - 2006年、ナルシー・ヒデ） - 2シリーズ

2005年
- うえきの法則（マリオ）
- ガンパレード・オーケストラ（岩崎仲俊）
- Canvas2 〜虹色のスケッチ〜（鳳仙彰悟）
- CLUSTER EDGE（ロード・クロサイト）
- だめっこどうぶつ（ぺが之助）
- ツバサ・クロニクル（キーファ）
- ハチミツとクローバー（2005年 - 2006年、竹本祐太） - 2シリーズ
- ぱにぽにだっしゅ!（犬神つるぎ、ネコ神様、店長、宇宙人部下）
- B-伝説! バトルビーダマン 炎魂（キバ）
- プレイボール（相木）

2006年
- Ergo Proxy（研究員）
- オーバン・スターレーサーズ（生徒①）
- 学園ヘヴン BOY'S LOVE HYPER!（西園寺郁）
- ケロロ軍曹（2006年 - 2008年、オロー・カニンガム、00星人）
- ゼーガペイン（ハヤセ・トウヤ、ネコニャン）
- 爆球Hit! クラッシュビーダマン（神岡テルマ）
- Fate/stay night（間桐慎二）
- プリンセス・プリンセス（有定修也）
- 和・和・和 ワッピちゃん（トノくん）

2007年
- エル・カザド（オカマA）
- 機神大戦ギガンティック・フォーミュラ（大黒眞人）
- 機動戦士ガンダム00（2007年 - 2009年、ティエリア・アーデ） - 2シリーズ
- 銀河鉄道物語 〜永遠への分岐点〜（クラウス）
- 銀魂（伍丸弐號）
- CODE-E（アドル・ブリンベルケ）
- さよなら絶望先生（2007年 - 2009年、糸色望、糸色命、久米田康治 他） - 3シリーズ
- しおんの王（小林）
- 神曲奏界ポリフォニカ（2007年 - 2009年、タタラ・フォロン） - 2シリーズ
- デジモンセイバーズ（クレニアムモン）
- デルトラクエスト（オーカス）
- のだめカンタービレ（木村智仁）
- 祝!(ハピ☆ラキ)ビックリマン（助シン、小魔僧）
- ひだまりスケッチ（2007年 - 2008年、チョコ山） - 1シリーズ + 特別編
- MOONLIGHT MILE 2ndシーズン -Touch down-（マイク）

2008年
- TYTANIA -タイタニア-（ルイ・エドモン・パジェス）
- 夏目友人帳（2008年 - 2024年、夏目貴志） - 7シリーズ
- 伯爵と妖精（ポール・ファーマン）
- マクロスF（ミハエル・ブラン）
- Mission-E（アドル・ブリンベルケ）
- モノクローム・ファクター（浅村賢吾）

2009年
- こばと。（堂元崇）
- 〈物語〉シリーズ（2009年 - 2017年、阿良々木暦、少年）

2010年
- 荒川アンダー ザ ブリッジ（市ノ宮行〈リクルート〉） - 2シリーズ
- 裏切りは僕の名前を知っている（蓬莱黒刀）
- Angel Beats!（音無結弦）
- デュラララ!!（2010年 - 2016年、折原臨也） - 4シリーズ
- 動物かんきょう会議（ウサギのDr.ラビ）
- ぬらりひょんの孫（千羽様）
- WORKING!!（2010年 - 2015年、相馬博臣） - 3シリーズ

2011年
- 青の祓魔師（2011年 - 2025年、メフィスト・フェレス） - 5シリーズ
- 世界一初恋（柳瀬優） - 2シリーズ
- ドラゴンクライシス!（オニキス）
- フラクタル（コリン）
- 真剣で私に恋しなさい!!（直江大和）
- よんでますよ、アザゼルさん。（2011年 - 2013年、ベルゼブブ優一） - 2シリーズ

2012年
- イクシオン サーガ DT（エレクパイル・デュカキス）
- 機動戦士ガンダムAGE（ゼハート・ガレット）
- 黒子のバスケ（2012年 - 2015年、赤司征十郎） - 3シリーズ /  2016年に『ウインターカップ総集編』劇場上映
- シャイニング・ハーツ 〜幸せのパン〜（リック、アルヴィン）
- しろくまカフェ（ペンギンさん）
- 聖闘士星矢Ω（瞬）
- ファイ・ブレイン 神のパズル（フリーセル）
- 武装神姫（神堂）
- BRAVE10（海野六郎）
- めだかボックス アブノーマル（宗像形）

2013年
- 大人女子のアニメタイム 「人生ベストテン 角田光代」（有作）
- カーニヴァル（花礫）
- ガリレイドンナ（シシーニョ）
- 進撃の巨人（2013年 - 2023年、リヴァイ） - 8シリーズ
- DEVIL SURVIVOR2 the ANIMATION（ヒビキ / 久世響希）
- 八犬伝―東方八犬異聞―（里見莉芳）
- BROTHERS CONFLICT（ジュリ）
- まおゆう魔王勇者（青年商人）
- 魔界王子 devils and realist（ミカエル）
- ルパン三世 princess of the breeze 〜隠された空中都市〜（シオン）

2014年
- うーさーのその日暮らしシリーズ（2014年 - 2015年、ダスウサ、ダスウサMk-II） - 2シリーズ
- 神々の悪戯（バルドル・フリングホルニ）
- キャプテン・アース（嵐テッペイ）
- スペース☆ダンディ（ジョニー）
- ソードアート・オンラインII（ゼクシード）
- ダイヤのA（2014年 - 2020年、真田俊平） - 3シリーズ
- ノラガミ（2014年 - 2015年、夜ト） - 2シリーズ
- ハイキュー!!（2014年 - 2020年、武田一鉄） - 5シリーズ - 2015年に総集編『終わりと始まり』劇場上映
- ハマトラ（アート） - 2シリーズ
- ヒーローバンク（天野ナガレ、ジャスティス☆スター）
- Fate/stay night [Unlimited Blade Works]（間桐慎二）
- ブレイク ブレイド（ゼス）※2010年劇場公開

2015年
- おそ松さん（2015年 - 2025年、松野チョロ松 / 菊松 / チョロ子 / チョロ馬 / チョロ江 / F6チョロ松 / チョロの富士 / 蚊、神谷浩史） - 4シリーズ + 特別編
- 進撃!巨人中学校（リヴァイ）
- それが声優!（神谷浩史）
- 電波教師（鑑純一郎）
- 七つの大罪（2015年 - 2021年、ヘルブラム〈妖精〉） - 4シリーズ
- 美男高校地球防衛部LOVE!（2015年 - 2018年、草津錦史郎、生徒） - 3シリーズ
- 監獄学園（キヨシ / 藤野清志）
- ベイビーステップ（アレックス・オブライアン）
- ミス・モノクローム -The Animation- 2（ルーちゃん）
- ONE PIECE エピソードオブサボ 〜3兄弟の絆 奇跡の再会と受け継がれる意志〜（トラファルガー・ロー）

2016年
- クレヨンしんちゃん（2016年 - 、ぶりぶりざえもん〈2代目〉、DJぶりぶり）
- SERVAMP -サーヴァンプ-（狼谷吊戯）
- 斉木楠雄のΨ難（2016年 - 2018年、斉木楠雄） - 2シリーズ + 完結編
- 私立らいよん学園（四天王寺らいと）
- ファンタシースターオンライン2 ジ アニメーション（カスラ）
- 舟を編む（西岡正志）
- 文豪ストレイドッグス（2016年 - 2023年、江戸川乱歩） - 5シリーズ

2017年
- エルドライブ【ēlDLIVE】（ヴェガ・ヴィクター）
- コンビニカレシ（明日海夏）
- 18if（神長アキト）
- クジラの子らは砂上に歌う（シュアン / 団長）
- いつだって僕らの恋は10センチだった。（瀬戸口優）

2018年
- みっちりねこ（ぴよぴよ）
- Fate/EXTRA Last Encore（間桐シンジ）
- BEATLESS（渡来銀河） - 2シリーズ
- イナズマイレブン アレスの天秤（2018年 - 2019年、灰崎凌兵） - 2シリーズ
- デビルズライン（牧村武史）
- 銀河英雄伝説 Die Neue These 邂逅（アンドリュー・フォーク）
- ムヒョとロージーの魔法律相談事務所（2018年 - 2020年、エンチュー / 円宙継） - 2シリーズ
- オーバーロードIII（恐怖公）
- 深夜!天才バカボン（神谷浩史）
- 寄宿学校のジュリエット（スコット・フォールド）

2019年
- ゲゲゲの鬼太郎（第6作）（2019年 - 2020年、石動零）
- キャロル&チューズデイ（タオ）
- 続・終物語（阿良々木暦）
- ファンタシースターオンライン2 エピソード・オラクル（2019年 - 2020年、カスラ）
- アフリカのサラリーマン（カラカル）

2020年
- 異世界かるてっと2（恐怖公）
- かくしごと（後藤可久士）
- 忍たま乱太郎の宇宙大冒険 with コズミックフロント☆NEXT（ツウ、はやぶさ）
- 体操ザムライ（リュウ・リュウショウ）

2021年
- スケートリーディング☆スターズ（篠崎怜鳳）
- 文豪ストレイドッグス わん!（江戸川乱歩）
- バクテン!!（亘理光太郎）
- SSSS.DYNAZENON（ジュウガ） - 2023年に劇場総集編公開
- フルーツバスケット（神様）
- ポケットモンスター（2021年 - 2022年、ツルギ）
- うらみちお兄さん（表田裏道）
- KICK&SLIDE（バンパ）
- デジモンアドベンチャー:（ストラビモン）
- 死神坊ちゃんと黒メイド（2021年 - 2024年、ザイン） - 3シリーズ
- ぼのぼの（2021年 - 2022年、ロッシ）
- サクガン（DJ K）
- テスラノート（オリバー・ソーントン）
- かぎなど（2021年 - 2022年、音無結弦） - 2シリーズ

2022年
- 組長娘と世話係（真白悠莉）
- ブルーロック（2022年 - 2024年、絵心甚八） - 2シリーズ
- うる星やつら (2022)（2022年 - 2024年、諸星あたる）- 2シリーズ

2023年
- MFゴースト（2023年 - 2024年、ミハイル・ベッケンバウアー） - 2シリーズ

2024年
- 逃走中 グレートミッション（2024年 - 2025年、雪之丞）
- 黒執事（2024年 - 2025年、ジョン・ブラウン） - 2シリーズ
- キン肉マン 完璧超人始祖編（アシュラマン〈マスクマン〉）
- 異世界失格（センセー）
- 貼りまわれ!こいぬ（マル・チーズの店長、ゲーム音声）
- 僕のヒーローアカデミア（オール・フォー・ワン〈青年期〉）
- 来世は他人がいい（周防薊）
- BLEACH 千年血戦篇-相剋譚-（ヒューベルト・アレクサンダー・クライヒ）

2025年
- 戦隊大失格（薄久保薬師）
- WIND BREAKER Season 2（焚石矢）
- 桃源暗鬼（無陀野無人）

### 劇場アニメ
2002年
- デジモンフロンティア 古代デジモン復活!!（源輝二）

2005年
- ガラスのうさぎ（江井恒夫）

2008年
- 劇場版BLEACH Fade to Black 君の名を呼ぶ（弟 / 雫〈しずく〉）

2009年
- 劇場版 マクロスF（2009年 - 2011年、ミハエル・ブラン） - 2部作

2010年
- 劇場版 Fate/stay night UNLIMITED BLADE WORKS（間桐慎二）
- 劇場版 ブレイク ブレイド（2010年 - 2011年、ゼス） - 6作品
- 劇場版 機動戦士ガンダム00 -A wakening of the Trailblazer-（ティエリア・アーデ）
- 劇場版イナズマイレブン 最強軍団オーガ襲来（バダップ スリード）

2011年
- おぢいさんのランプ（巳之助）
- Xi AVANT（篁カオル）
- トワノクオン（クオン）

2012年
- 青の祓魔師 ―劇場版―（メフィスト・フェレス）
- 伏 鉄砲娘の捕物帳（馬加）
- 劇場版 BLOOD-C The Last Dark（殯蔵人）
- マクロスFB7 オレノウタヲキケ!（ミハエル・ブラン）

2013年
- クレヨンしんちゃん バカうまっ!B級グルメサバイバル!!（トリュフ）

2014年
- イナズマイレブン 超次元ドリームマッチ（バダップ）
- 劇場版 進撃の巨人（2014年 - 2018年、リヴァイ） - 3作品
- 楽園追放 -Expelled from Paradise-（フロンティアセッター）

2015年
- 劇場版 PSYCHO-PASS サイコパス（ニコラス・ウォン）
- Fw:ハマトラ / 劇場版 ミニはま（アート）

2016年
- 傷物語（2016年 - 2017年、阿良々木暦） - 3部作
- 同級生（草壁光）
- 告白実行委員会〜恋愛シリーズ〜（瀬戸口優） - 2作品
- ゼーガペインADP（ハヤセ）

2017年
- 劇場版 黒子のバスケ LAST GAME（赤司征十郎）
- 夜は短し歩けよ乙女（学園祭事務局長）
- 劇場版 Fate/kaleid liner プリズマ☆イリヤ 雪下の誓い（アサシンのカード使用者）
- 劇場版 Fate/stay night [Heaven's Feel] I・II（2017年 - 2019年、間桐慎二） - 2作品

2018年
- 文豪ストレイドッグス DEAD APPLE（江戸川乱歩）
- K SEVEN STORIES Episode2「SIDE:BLUE〜天狼の如く〜」（羽張迅）
- 劇場版 夏目友人帳（2018年 - 2021年、夏目貴志） - 2作品

2019年
- えいがのおそ松さん（松野チョロ松）
- ミュウツーの逆襲 EVOLUTION（ソラオ）
- ONE PIECE STAMPEDE（トラファルガー・ロー）

2020年
- 世界一初恋 〜プロポーズ編〜（柳瀬優）
- クレヨンしんちゃん 激突! ラクガキングダムとほぼ四人の勇者（ぶりぶりざえもん）

2021年
- ジャーニー 太古アラビア半島での奇跡と戦いの物語（ズララ）
- 劇場編集版 かくしごと -ひめごとはなんですか-（後藤可久士）
- サイダーのように言葉が湧き上がる（紘一）
- 映画 おしりたんてい スフーレ島のひみつ（ルカ）
- 劇場短編マクロスF 〜時の迷宮〜（ミハエル・ブラン）

2022年
- ドラゴンボール超 スーパーヒーロー（ガンマ1号）
- おそ松さん〜ヒピポ族と輝く果実〜（松野チョロ松）
- ONE PIECE FILM RED（トラファルガー・ロー）
- 映画 バクテン!!（亘理光太郎）

2023年
- 金の国 水の国（サラディーン）
- 名探偵コナン 黒鉄の魚影（エド）
- おそ松さん〜魂のたこ焼きパーティーと伝説のお泊り会〜（松野チョロ松）

2024年
- 劇場版ハイキュー!! ゴミ捨て場の決戦（武田一鉄）
- 劇場版ブルーロック -EPISODE 凪-（絵心甚八）
- 劇場版モノノ怪 唐傘（薬売り）
- ゼーガペインSTA（ハヤセ）

### OVA
1995年
- 鬼切丸（書生）
- 3×3 EYES 〜聖魔伝説〜

1996年
- 湘南爆走族11 喧嘩の花咲く修学旅行（班長）

1997年
- サイコダイバー 魔性菩薩（オペレーターB）
- 魔法少女プリティサミー（魔己斗）

1999年
- メルティランサー The Animation（ルーファス）

2002年
- I'll/CKBC（柊仁成）
- グリーングリーン（堀田健一〈総長〉）

2003年
- サクラ大戦 エコール・ド・巴里（巴里市警）

2005年
- イリヤの空、UFOの夏（水前寺邦博）
- GUNDAM EVOLVE../11 RB-79 BALL（ヒデン）
- 聖闘士星矢 冥王ハーデス冥界編 前章（オルフェ）
- ハチミツとクローバー（竹本祐太） - DVD初回限定盤5巻、DVD初回限定盤9巻の特典映像

2006年
- CLUSTER EDGE Secret Episode（ロード・クロサイト）

2007年
- サクラ大戦 ニューヨーク・紐育（褐色の青年 / ツタンカーメン）

2008年
- イマジンあにめ（ゴーストイマジン）
- さよなら絶望先生（2008年 - 2009年、糸色望、漫画家） - 『獄』『懺』

2009年
- 聖闘士星矢 THE LOST CANVAS 冥王神話（アルバフィカ）
- のだめカンタービレ Lesson79（木村智仁〈沙悟浄〉）

2010年
- 模型戦士ガンプラビルダーズ ビギニングG（コウジ・マツモト）
- よんでますよ、アザゼルさん。（ベルゼブブ優一）

2011年
- カーニバル・ファンタズム（間桐慎二）

2013年
- 機動戦士ガンダムAGE MEMORY OF EDEN（ゼハート・ガレット）
- 黒子のバスケ第22.5Q「Tip off」（赤司征十郎） - BD＆DVD第8巻収録
- 進撃の巨人（リヴァイ） - コミックス12・15・16巻DVD付き限定版
- 戦勇。（執事長）※BD&DVD第2巻特典ORVA
- 夏目友人帳（2013年 - 2014年、夏目貴志） - 『LaLa』2013年8〜10月号・『LaLa DX』2013年9月号全員サービス、『いつかゆきのひに』

2014年
- ノラガミ（夜ト） - コミックス10・11巻DVD付き特別版に収録

2015年
- Angel Beats!（音無結弦）

2016年
- 監獄学園（キヨシ / 藤野清志） - コミックス第20巻BD付き特装版

2017年
- 宇宙戦艦ヤマト2202 愛の戦士たち（クラウス・キーマン）
- 美男高校地球防衛部LOVE!LOVE!LOVE!（草津錦史郎）
- 文豪ストレイドッグス（江戸川乱歩） - コミックス第13巻オリジナルアニメBD付き限定版

2019年
- Fate/kaleid liner Prisma☆Illya プリズマ☆ファンタズム（桜の兄）

### Webアニメ
2000年代
- サイキックアカデミー煌羅万象（2002年、ゼロダイム・キュプラ・バ・アザラク・ブァイル・ルア・ダログ〈汐見勇〉）
- 機動戦士ガンダムSEED C.E.73 STARGAZER（2006年、シャムス・コーザ）
- 化物語（2009年 - 2010年、阿良々木暦）

2010年代
- Starry☆Sky（2010年、宮地龍之介、クラスメイト〈1〉）
- ポケットモンスター ブラック2・ホワイト2 紹介SPムービー（2012年、N）
- 神羅万象〜天地神明の章〜（2014年、メビウス）
- 暦物語（2016年、阿良々木暦）
- 弱酸性ミリオンアーサー（2016年、ランスロット）
- クレヨンしんちゃん外伝 お・お・お・のしんのすけ（2017年、妖怪大統領）
- 衛宮さんちの今日のごはん（2018年、間桐慎二）
- 斉木楠雄のΨ難 Ψ始動編（2019年、斉木楠雄）

2020年代
- MOKURI（2020年、ノイノイ）
- ガンダムブレイカー バトローグ（2021年、ゼハート・ガレット）
- 大門寺と問題児（2023年、大門寺門大）
- 〈物語〉シリーズ オフ&モンスターシーズン（2024年、阿良々木暦）

### ゲーム
1996年
- コブラ・ザ・シューティング（マーティン、ダック）

1997年
- ドキドキプリティリーグ（ナレーター）
- フェーダ2 ホワイト=サージ・ザ・プラトゥーン（フェルト・アデリア・ライラック、ブルース）
- マリカ 〜真実の世界〜（つよし）
- ラングリッサーIV（マクレーン）
- 惑星攻機隊りとるキャッツ（軍曹）

1998年
- お嬢様特急（望月将斗）
- ツインビーRPG（マスタード）
- ラングリッサーV 〜The End of Legend〜（マクレーン、クフィール）
- YAKATA NIGHTMARE PROJECT（パイロット）

1999年
- FAVORITE DEAR（リュドラル・アルグレーン）
- BLACK/MATRIX AD（アベル）
- ファーランドオデッセイ 伝説を継ぐ者（ケイン）

2000年
- Kanon（久瀬）
- センチメンタルグラフティ2（木村良介）
- 霊刻 -池田貴族心霊研究所-

2001年
- グリーングリーン（堀田健一〈総長〉）
- ファイナルファンタジーX（ガッタ、レッティ、グラーブ）
- ウィークネスヒーロー トラウマン（クリサンセマム、九十九サトル）

2002年
- 王子さまLV1（リグナム王子、ロイ）
- キャプテン翼 黄金世代の挑戦（エル・シド・ピエール）
- ジェネレーションオブカオスNEXT（リファイア）
- BLACK/MATRIX2（レイジ）
- 星のまほろば（鮎川空見）

2003年
- ヴィーナス&ブレイブス〜魔女と女神と滅びの予言〜（ディー）
- 学園ヘヴン BOY'S LOVE SCRAMBLE!（西園寺郁）
- キャッスルヴァニア（ヨアヒム・アルムスター）
- 激闘プロ野球 水島新司オールスターズVSプロ野球（里中智、荒木新太郎）
- 白詰草話 -EPISODE OF THE CLOVER-（倉見公太）
- ドラッグオンドラグーン（連合軍兵士）
- ニード・フォー・スピード アンダーグラウンド（チャド）
- one〜世界でただひとり ぼくのきみはひとりだけ〜（美山頼）

2004年
- ACE COMBAT 5 THE UNSUNG WAR（レジスタンス）
- SDガンダムフォース 大決戦!次元海賊デ・スカール!!（キャプテンガンダム）
- 学園ヘヴン BOY'S LOVE SCRAMBLE! Type B（西園寺郁）
- 決戦III（浅井長政、三好長逸）
- 金色のガッシュベル!! 激闘!最強の魔物達（泳太）
- ゼノサーガ エピソードII［善悪の彼岸］（カナン）
- BLACK/MATRIX00（ベイル・ペレンデール）
- みんなのGOLFポータブル（シン）

2005年
- 学園ヘヴン おかわりっ!（西園寺郁）
- GANTZ（北条政信、氷川）
- そして僕らは、…and he said（白雨）
- ひとつや物語（蓮）

2006年
- ヴァルキリープロファイル2 シルメリア（クラッド、ゼノン、セルヴィア、ダレス、魔智、ローランド）
- ガンパレード・オーケストラ 白の章 〜青森ペンギン伝説〜（岩崎仲俊）
- キャプテン翼（滝一、ピエール）※PlayStation 2版
- クラスターエッジ 〜君を待つ未来への証〜（ロード・クロサイト）
- THE ロボットつくろうぜっ! 激闘!ロボットファイト（草壁ケン）
- ゼノサーガI・II（カナン）
- ゼノサーガ エピソードIII［ツァラトゥストラはかく語りき］（カナン）
- 戦国無双2（浅井長政）
- 戦国無双2 Empires（浅井長政）
- .hack//G.U.（2006年 - 2007年、実況 他） - 3作品
- ピヨたん〜ハウスキーパーはCuteな探偵〜（高屋晴）
- プリンセス・プリンセス 姫たちのアブナい放課後（有定修也）

2007年
- オペレーション・ダークネス（エドワード・カイル）
- 機動戦士ガンダム MS戦線0079（アラン・アイルワード）
- シャイニング・フォース イクサ（フィリップ）
- シャイニング・ウィンド（シュマリ）
- 聖闘士星矢　冥王ハーデス十二宮編（オルフェ）
- 戦国無双2 猛将伝（浅井長政）
- 戦国無双KATANA（浅井長政、島津豊久・豊臣秀頼などのモブ、新武将〈冷静〉、主人公男）
- DEAR My SUN!!〜ムスコ★育成★狂騒曲〜（吉良雅伸）
- Panic Palette（白原尋也）
- Fate/stay night [Réalta Nua]（間桐慎二）
  - とびだせ!トラぶる花札道中記（間桐慎二）
  - フェイト/タイガーころしあむ（間桐慎二）

- 無双OROCHI（浅井長政）

2008年
- ガーネットクロニクル〜紅輝の魔石〜（グテリアン）
- 機動戦士ガンダム00（ティエリア・アーデ）
- 機動戦士ガンダム00 ガンダムマイスターズ（ティエリア・アーデ）
- スカーレット 〜日常の境界線〜（ナセル）
- StreetGears（ルーキー）
- テイルズ オブ ハーツ（カルセドニー・アーカム）
- 咎狗の血 True Blood（ユキヒト）
- drastic Killer（セイン＝ドルアージュ）
- Panic Palette Portable（白原尋也）
- ピヨたん〜お屋敷潜入☆大作戦!〜（高屋晴）
- フェイト/タイガーころしあむ アッパー（間桐慎二）
- ポイズンピンク（オリフェン）
- 星空のコミックガーデン（神崎小次郎）
- マクロスエースフロンティア（ミハエル・ブラン）
- 無双OROCHI 魔王再臨（浅井長政）
- モノクローム・ファクター cross road（浅村賢吾）
- Real Rode（ディセ）
- 龍が如く 見参!（宝蔵院胤舜）

2009年
- 悪魔城ドラキュラ ジャッジメント（アイオーン）
- アンティフォナの聖歌姫 〜天使の楽譜 Op.A〜（ソフィア・ランバルト＝マール）
- SDガンダム GGENERATION（2009年 - 2025年、ティエリア・アーデ、ゼハート・ガレット） - 6作品
- 機動戦士ガンダム ガンダムVS.ガンダムNEXT（ティエリア・アーデ）
- クイーンズブレイド スパイラルカオス（ジャン）
- シャイニング・フォース フェザー（ユリアス）
- Starry☆Sky 〜in Summer〜（宮地龍之介）
- STEAL!（桐生崇征）
- 旋光の輪舞DUO（アンリ・シア・シャオティエン、五島イツカ）
- 戦国無双3（浅井長政、島津豊久・豊臣秀頼などのモブ、新武将〈冷静〉、主人公男）
- ちびまる子ちゃんDS まるちゃんのまち（ヒロシくん）
- Dear Girl〜Stories〜 響 響特訓大作戦!（ヒロC）
- 電撃学園RPG Cross of Venus（水前寺邦博）
- 伯爵と妖精 〜夢と絆に想いを馳せて〜（ポール・ファーマン）
- VitaminZ（天童瑠璃弥）
- マクロスアルティメットフロンティア（ミハエル・ブラン）
- 無双OROCHI Z（浅井長政）
- Lucian Bee's RESURRECTION SUPERNOVA（ネイサン・ブラッドライン）
- ONE PIECE ワンピーベリーマッチW（トラファルガー・ロー）

2010年
- イナズマイレブン3 世界への挑戦!! ジ・オーガ（バダップ）
- 裏切りは僕の名前を知っている -黄昏に堕ちた祈り-（蓬莱黒刀）
- 機動戦士ガンダム エクストリームバーサス（2010年 - 2016年、ティエリア・アーデ、ゼハート・ガレット） - 4作品
- シャイニング・ハーツ（リック、アルヴィン）
- Starry☆Sky 〜in Summer〜 Portable（宮地龍之介）
- 戦場のヴァルキュリア2 ガリア王立士官学校（ゼリ）
- TAKUYO Mix Box 〜ファーストアニバーサリー〜（白原尋也）
- 堕天使の甘い誘惑×快感フレーズ（佐久間和斗）
- デュラララ!! 3way standoff（折原臨也）
- 咎狗の血 True Blood Portable（ユキヒト）
- .hack//Link（数見）
- VitaminZ Revolution（天童瑠璃弥）
- Fate/EXTRA（間桐シンジ）
- ラストランカー（ジグ）
- ラブルートゼロ KissKiss☆ラビリンス（アフロディーテ）
- Real Rode PORTABLE（ディセ）
- ONE PIECE ギガントバトル!（トラファルガー・ロー）

2011年
- イナズマイレブン ストライカーズ（2011年 - 2012年、バダップ） - 3作品
- 快盗天使ツインエンジェル〜時とセカイの迷宮〜（オスカー・ヴァイオレット）
- ガンダムトライエイジ（システムボイス）
- 最後の約束の物語（ウォルフ・スティングレイ）
- Starry☆Sky 〜After Summer〜（宮地龍之介）
- セブンスドラゴン2020（キャラメイクボイス）
- 戦国無双3 猛将伝（浅井長政）
- 戦国無双3 Z（浅井長政）
- 戦国無双 Chronicle（浅井長政）
- 戦国無双3 Empires（浅井長政）
- 戦場のヴァルキュリア3 -Unrecorded Chronicles-（ゼリ）
- 第2次スーパーロボット大戦Z 破界篇（ティエリア・アーデ、ミハエル・ブラン）
- ファイナルファンタジー零式（マキナ・クナギリ）
- マクロストライアングルフロンティア（ミハエル・ブラン）
- ミュージックガンガン!2（シアン）
- 無双OROCHI 2（浅井長政）
- ロード オブ アポカリプス（アルベルト）
- ONE PIECE ギガントバトル! 2 新世界（トラファルガー・ロー）

2012年
- 青の祓魔師 幻刻の迷宮（メフィスト・フェレス）
- 鬼武者Soul（朝倉景健、蜂屋頼隆、池田恒興、籾井教業、幸徳井友景 他）
- 拡散性ミリオンアーサー（ランスロット）
- 機動戦士ガンダムAGE ユニバースアクセル / コズミックドライブ（ゼハート・ガレット）
- 黒子のバスケ キセキの試合（赤司征十郎）
- 幻想水滸伝 紡がれし百年の時（主人公）
- シャイニング・ブレイド（リック）
- 真・北斗無双（シャチ）
- スーパーロボット大戦OGサーガ 魔装機神II REVELATION OF EVIL GOD（エラン・ゼノサキス）
- Starry☆Sky 〜After Winter〜（宮地龍之介）
- 聖闘士星矢Ω アルティメットコスモ（瞬）
- 戦国無双 Chronicle 2nd（浅井長政）
- 第2次スーパーロボット大戦Z 再世篇（ティエリア・アーデ、ミハエル・ブラン）
- 東京バベル（天道刹那）
- 十鬼の絆 〜関ヶ原奇譚〜（千耶）
- 化物語 ポータブル（阿良々木暦）
- BROTHERS CONFLICT PASSION PINK（ジュリ）
- 無双OROCHI2 Special（浅井長政）
- 無双OROCHI2 Hyper（浅井長政）
- 嫁コレ（海野六郎、糸色望、ゼス、花礫、ヒビキ / 久世響希、ペンギンさん、音無結弦、折原臨也）
- ファンタシースターオンライン2（カスラ）

2013年
- イクシオン サーガ（ヒーローB〈男性〉）
- カオス ヒーローズ オンライン（霧雨の朱鬼）
- 神々の悪戯（バルドル・フリングホルニ）
- 神狩デモンズトリガー（玖保塚秋那）
- サモンナイト5（フォルス）
- シャイニング・アーク（フリード）
- ジョジョの奇妙な冒険 オールスターバトル（岸辺露伴）
- 神撃のバハムート（ロッソ、ペルセウス）
- 真・女神転生IV（ヨナタン / メルカバー、キヨハル）
- スーパーロボット大戦OGサーガ 魔装機神III PRIDE OF JUSTICE（エラン・ゼノサキス）
- スーパーロボット大戦Operation Extend（ミハエル・ブラン）
- スーパーロボット大戦UX（ティエリア・アーデ、ミハエル・ブラン）
- Starry☆Sky 〜After Winter〜 Portable（宮地龍之介）
- 聖闘士星矢 ブレイブ・ソルジャーズ（オルフェ）
- セブンスドラゴン2020-II（ムラクモ、ショウジ＝サクラバ）
- 戦国大戦 -1590 葵 関八州に起つ-（SJ/SR長宗我部元親、真田信幸、北条氏照〈1590〉、SS大谷吉継）
- テイルズ オブ ハーツ R（カルセドニー・アーカム）
- 十鬼の絆 花結綴り（雪村千耶）
- VitaminZ Graduation（天童瑠璃弥）
- Fate/EXTRA CCC（間桐シンジ）
- BROTHERS CONFLICT BRILLIANT BLUE（ジュリ）
- マクロス30 銀河を繋ぐ歌声（ミハエル・ブラン）
- 無双OROCHI2 Ultimate（浅井長政）
- ONE PIECE アンリミテッドワールド レッド（トラファルガー・ロー）
- ワンピース 海賊無双（2013年 - 2020年、トラファルガー・ロー） - 3作品

2014年
- 黒子のバスケ 勝利へのキセキ（赤司征十郎）
- シャイニング・レゾナンス（ジーナス・アイオーン）
- スーパーヒーロージェネレーション（セラヴィーガンダム、ゼイドラ）
- スーパーロボット大戦OGサーガ 魔装機神F COFFIN OF THE END（エラン・ザン・ゼノサキス）
- 戦国無双4（浅井長政）
- そうるん（ニール）
- 第3次スーパーロボット大戦Z 時獄篇 / 天獄篇（ティエリア・アーデ、ミハエル・ブラン）
- デュラララ!! 3way standoff -alley- V（折原臨也）
- 電撃文庫 FIGHTING CLIMAX（折原臨也）
- ハイキュー!! 繋げ!頂の景色!!（武田一鉄）
- ヒーローバンク（天野ナガレ）
- ヒーローバンク2（天野ナガレ）
- ファンタシースター ノヴァ（カリスト）
- Fate/hollow ataraxia（間桐慎二）
- ONE PIECE 超グランドバトル! X（トラファルガー・ロー）
- ONE PIECE ワンピースキングス（トラファルガー・ロー）

2015年
- インフィニット・ドライブ（クロムウェル）
- 【18】 キミト ツナガル パズル（神長アキト）
- Angel Beats! -1st beat-（音無）
- キャプテン・アース Mind Labyrinth（嵐テッペイ）
- CLOSERS（カネキ＝ヨサガラ）
- 黒子のバスケ 未来へのキズナ（赤司征十郎）
- ジョジョの奇妙な冒険 アイズオブヘブン（岸辺露伴）
- スーパーロボット大戦BX（ティエリア・アーデ、ゼハート・ガレット、ミハエル・ブラン）
- 聖闘士星矢 ソルジャーズ・ソウル（オルフェ）
- セブンスドラゴンIII code:VFD
- 戦国大戦 -1615 大坂燃ゆ、世は夢の如く-（霧隠才蔵、片倉重長(1615)、酒井忠勝）
- デュラララ!! the Underside（折原臨也）
- デュラララ!! Relay（折原臨也）
- デビルサバイバー2 ブレイクレコード（主人公）
- 電撃文庫 FIGHTING CLIMAX IGNITION（折原臨也）
- ドラゴンクエストヒーローズ 闇竜と世界樹の城（テリー）
- ドラゴンズドグマ オンライン（男性メインポーン〈追加DLC〉）
- ノラガミ—神ト縁—（夜ト）
- 美男高校地球防衛部LOVE! GAME!（草津錦史郎）
- ブレードアークス from シャイニング（リック・エルウッド）
- BLADE ARCUS from Shining EX（リック）
- ROOT∞REXX（朝霧仁）
- ワールド エンド エクリプス（クロヴィス）

2016年
- おそ松さんのへそくりウォーズ 〜ニートの攻防〜（松野チョロ松）
- おそ松さん 松まつり!（松野チョロ松）
- 神々の悪戯 InFinite（バルドル・フリングホルニ）
- クイズRPG 魔法使いと黒猫のウィズ（ミハエル・ブラン）
- サモンナイト6 失われた境界たち（フォルス）
- 進撃の巨人（リヴァイ）
- 真・女神転生IV FINAL（ヨナタン / メルカバー）
- ハイキュー!! Cross team match!（武田一鉄）
- 斉木楠雄のΨ難 史上最大のΨ難!?（斉木楠雄）
- 文豪とアルケミスト（泉鏡花）
- ドラゴンクエストヒーローズII 双子の王と予言の終わり（テリー）

2017年
- 蒼き革命のヴァルキュリア（スレイマン・カーレンベルグ）
- 双星の陰陽師（賀野彩人）
- スーパーロボット大戦V（ティエリア・アーデ）
- アトム:時空の果て（ブラック・ジャック）
- ブラックローズサスペクツ（アルベルト・ドガ・シーモア）
- ファイアーエムブレム Echoes もうひとりの英雄王（クレーベ）
- おそ松さん THE GAME はちゃめちゃ就職アドバイス -デッド オア ワーク-（チョロ松）
- ガンダムバーサス（ティエリア・アーデ、ゼハート・ガレット）
- ファイアーエムブレム ヒーローズ（クレーベ）
- 歌マクロス スマホDeカルチャー（ミハエル・ブラン）
- モンスターストライク（2017年 - 2023年、阿良々木暦、ヘルブラム、リヴァイ兵士長、トラファルガー・ロー）
- いただきストリート ドラゴンクエスト&ファイナルファンタジー 30th ANNIVERSARY（テリー）
- ドラゴンクエスト ライバルズ（テリー）
- グランブルーファンタジー（2017年 - 2024年、ペルセウス、リヴァイ）
- 文豪ストレイドッグス 迷ヰ犬怪奇譚（江戸川乱歩）

2018年
- 七つの大罪 ブリタニアの旅人（妖精ヘルブラム）
- 夢王国と眠れる100人の王子様（ホープ）
- 進撃の巨人2（リヴァイ）
- 斉木楠雄のΨ難 妄想暴走! Ψキックバトル（斉木楠雄）
- 妖怪ウォッチ ぷにぷに（2018年 - 2021年、灰崎凌兵、リヴァイ）
- ファンタジーライフ オンライン（ルーザ）
- スーパーロボット大戦X-Ω（ティエリア・アーデ）
- 電撃文庫：CROSSING VOID（折原臨也） - 海外向けアプリゲーム
- ヴァルキリーアナトミア -ジ・オリジン-（リヴァイ）
- 交響性ミリオンアーサー（ランスロット）
- 機動戦士ガンダム エクストリームバーサス2（2018年 - 2025年、ティエリア・アーデ、ゼハート・ガレット） - 4作品

2019年
- 共闘ことばRPG コトダマン（2019年 - 2023年、リヴァイ、絵心甚八、江戸川乱歩、阿良々木暦）
- スターオーシャン:アナムネシス（リヴァイ）
- スーパーロボット大戦T（フロンティアセッター）
- セブンズストーリー（松野チョロ松）
- スーパーロボット大戦DD（2019年 - 2023年、ティエリア・アーデ、ゼス）
- ブレイドエクスロード（ヒースベル）
- JUMP FORCE（トラファルガー・ロー） - DLC追加キャラクター

2020年
- ポケモンマスターズ / EX（2020年 - 2023年、マツバ）
- イナズマイレブン SD（灰崎凌兵）
- HoneyWorks Premium Live（2020年 - 2022年、瀬戸口優）

2021年
- テイルズ オブ ザ レイズ（カルセドニー・アーカム）
- ラクガキ キングダム（志島リョウ）
- 二ノ国：Cross Worlds（ソードマン）
- 戦国無双5（浅井長政）
- クッキーラン: キングダム（リコリス味クッキー）
- D_CIDE TRAUMEREI（大寝屋周一）

2022年
- 機動戦士ガンダム アーセナルベース（ティエリア・アーデ）
- SDガンダム バトルアライアンス（ティエリア・アーデ）
- パズル&ドラゴンズ（トラファルガー・ロー）
- ディズニー ツイステッドワンダーランド（2022年 - 2023年、ロロ・フランム）
- ドラゴンクエスト トレジャーズ 蒼き瞳と大空の羅針盤（ニャゴス、シャドー族、スライム族、キラーパンサー族）

2023年
- ONE PIECE ODYSSEY（トラファルガー・ロー）
- Kanon（久瀬）- Switch版
- 原神（ヌヴィレット）

2024年
- 金色のガッシュベル!! 永遠の絆の仲間たち（窪塚泳太）
- グランブルーファンタジー リリンク（ローラン）
- マクロス -Shooting Insight-（ミハエル・ブラン）
- ドラゴンボール ザ ブレイカーズ（ガンマ1号）

2025年
- ドラゴンボール Sparking! ZERO（ガンマ1号） - DLC追加キャラクター
- フェスバ+（リヴァイ）
- スーパーロボット大戦Y（ジュウガ）

### 吹き替え

#### 映画
- アパートの鍵貸します（バド〈ジャック・レモン〉[333]）※BS10スターチャンネル版
- アリータ: バトル・エンジェル（ザパン〈エド・スクライン〉[334]）
- IT/イット THE END “それ”が見えたら、終わり。（エディ・カスプブラク〈ジェームズ・ランソン〉[335]）
- 愛しのゴースト（エー〈カンタパット・プームプーンパチャラスック〉）
- 西遊記 〜はじまりのはじまり〜（空虚王子〈ショウ・ルオ〉[336]）
- ダンジョンズ&ドラゴンズ/アウトローたちの誇り（死体トーク[337]）
- DCエクステンデッド・ユニバース（レックス・ルーサー〈ジェシー・アイゼンバーグ〉）
  - バットマン vs スーパーマン ジャスティスの誕生[338]
  - ジャスティス・リーグ[339]
  - ジャスティス・リーグ:ザック・スナイダーカット[340]
- 2 days トゥー・デイズ（アラン・ホッパー〈グレッグ・クラットウェル〉）
- 唐人街探偵 東京MISSION（チン・フォン〈リウ・ハオラン〉[341]）
- ドルフ・ラングレン 処刑鮫（ピーター・メイヤーズ〈マイケル・アーロン・ミリガン〉）
- ハンガー・ゲームシリーズ（ピータ・メラーク〈ジョシュ・ハッチャーソン〉）
  - ハンガー・ゲーム[342]
  - ハンガー・ゲーム2
  - ハンガー・ゲーム FINAL: レジスタンス
  - ハンガー・ゲーム FINAL: レボリューション
- ヒックとドラゴン（タフ〈ハリー・トレヴァルドウィン〉[343]）
- ヒューマン・キャッチャー（英語版）（ジョニー・ヤング〈ドリュー・テイラー・ベル〉）
- ふたりのロッテ
- フラットライナーズ（レイ〈ディエゴ・ルナ〉[344]）
- ブルー きみは大丈夫（スーパードッグ[345]）
- REBEL MOON: パート1 炎の子（ノーブル提督〈エド・スクライン〉[346]）※本人公認[347]
- ワイルド・スピード/ジェットブレイク（オットー〈トゥエ・アーステッド・ラスムッセン〉[348]）

#### ドラマ
- アーロン・ストーン（アンドロイド・スタン〈J・P・マヌー〉）
- KAMEN RIDER DRAGON KNIGHT（クリス・ラミレス / 仮面ライダースティング〈マイケル・カーデル〉）
- コッソンビ 二花院の秘密（チョン・ユハ〈チョン・ゴンジュ〉[349]）
- ごめん、愛してる（ペクラン〈イ・スヒョク〉）
- CSI: ベガス2 #10（ヴィンセント（探偵VCF）〈コナー・プライス〉）
- ジーニアス:ピカソ（青年期のパブロ・ピカソ〈アレックス・リッチ〉）
- テッド ザ・シリーズ（テッド[350]）
- ハチミツとクローバー 〜蜂蜜幸運草〜（竹本祐太〈レゴ・リー〉）
- BELOW THE SURFACE 深層の8日間（フィリップ・ノアゴー〈ヨハネス・ラッセン〉[351]）
- ONE PIECE（海賊A）

#### アニメ
- クリフォード（ティーボーン）
- 天官賜福（謝憐[352]）
- フェ〜レンザイ -神さまの日常-（2023年、カンノン[353]）

#### テレビ番組
- ランニング・ワイルド WITH ベア・グリルス #9（ボビー・ボーンズ〈本人〉[354]）
  - ランニング・ワイルド WITH ベア・グリルス 2 #8[355]

### 特撮
1990年代
- ブースカ! ブースカ!!（1999年、冷蔵庫の声）

2000年代
- ウルトラマンガイア ガイアよ再び（2001年、PALの声）
- 仮面ライダー THE FIRST（2005年、ラジオDJの声）
- 劇場版 さらば仮面ライダー電王 ファイナル・カウントダウン（2008年、ゴーストイマジンの声）

2010年代
- ウルトラマンゼロ THE MOVIE 超決戦!ベリアル銀河帝国（2010年、ジャンバード / ジャンボットの声）
- ウルトラマンゼロ外伝 キラー ザ ビートスター（2011年、ジャンボットの声）
- ウルトラゼロファイト 第二部（2013年、ジャンボットの声）
- 平成ライダー対昭和ライダー 仮面ライダー大戦 feat.スーパー戦隊（2014年、2号ライダーの声、スーパー1の声、BLACKの声、カブトの声）
- 宇宙戦隊キュウレンジャー（2017年 - 2019年、ショウ・ロンポー / リュウバイオレット / リュウコマンダーの声、龍の声、遊園地の客、デカブルーの声、デカブレイクの声） - テレビシリーズ+5作品
- スペース・スクワッドシリーズ（2017年、ナレーター） - 2作品
- 劇場版 ウルトラマンジード つなぐぜ! 願い!!（2018年、ジャンボットの声）

2020年代
- グリッドナイトファイト（2021年、ナレーション）
- セイバー+ゼンカイジャー スーパーヒーロー戦記（2021年、ショウ・ロンポーの声）
- ヨドンナ（2021年 - 2023年、モーズの声） - 3作品
- 仮面ライダーリバイス（2022年、本人役）
- 仮面ライダーギーツ×リバイス MOVIEバトルロワイヤル（2022年、イザンギの声）
- 爆上戦隊ブンブンジャー（2024年、マッドレックス / マッドレックス・フューリーの声、ハシリ犬の声）
- 爆上戦隊ブンブンジャー formation lap 始末屋 オブ ギャラクシー（2025年、ショウ・ロンポーの声）

### ナレーション
- アニマックス10周年記念番組 テレビアニメ45年史 なんでアニメは面白い!?（アニマックス）
- EZ!TV（フジテレビ）
- GameWave（1998年10月 - 1998年12月、テレビ東京）
- 月刊ニュータイプ ラジオCM（21年6月号 - 22年1月号）
- 県政ワイド（テレビ埼玉）
- スーパーナイト（フジテレビ）
- ダウンタウンのガキの使いやあらへんで!!（日本テレビ）
- テイルズリング（2003年1月5日 - 2003年7月6日、文化放送）
- ナンバー12・熱血サッカー宣言（テレビ東京）
- DJモノフェスタ（フジテレビ）
- あにてれ Presents アニソンぷらす+（2008年11月度、テレビ東京）
- 劇場版 東京スカイツリー 世界一のひみつ（キャラクターナレーション〈クルックー〉[371]）
- ウチの夏フェス2012！MASAYA48特番「昌也のドリームウェディング」（2012年9月1日、AT-X）
- 3月のライオン 「ライオンの“言の葉”キャンペーン」8巻TVCM[372]
- ST 警視庁科学特捜班（2013年4月10日、日本テレビ）
- 西川貴教と松井玲奈が突然アニメとマンガとゲームばかりの番組をはじめた件について（2014年4月12日、毎日放送）[373]
- LUCY/ルーシー（劇場予告編）
- 予告王（2014年7月8日、TBS）
- 世界を驚かす！女子バレーWGP2014今夜ロシア戦（2014年8月20日、フジテレビ）
- NEWSな2人(2015年7月3日・10月2日、TBS特番)
- KiramuneカンパニーR/L（2015年11月15日/12月15日・2016年12月16日/25日、フジテレビNEXT/フジテレビTWO）
- イオン「イオントップバリュ ピースフィット」CM（2016年）[374]
- 安田レイ『きみのうた』CM（2017年）
- 夏目友人帳 陸 Blu-ray&DVD第一巻CM（2017年）
- 『進撃の巨人 悔いなき選択 フルカラー完全版』公式PV（2017年）
- 世界一周 魅惑の鉄道紀行 第193回 (2017年7月31日、BS-TBS) - コンシェルジュ
- 10月1日…決戦キングオブコント!（2017年9月23日、TBS）
- キングオブコント2017（2017年10月1日、TBS）[375]
- キングオブコント2017 TV-CM（2017年）
- 届く強さの乳酸菌 腸内まで美しいか編TV-CM（2017年）
- 池上彰が選ぶ 今知っておきたい小さなニュース（2018年7月8日、テレビ東京）
- SWIPE GIRLS（2018年、BSフジ）
- 神山羊1stアルバム『しあわせなおとな』クロスフェード（2019年3月23日）
- ミュージックステーション（2019年10月18日 - 、テレビ朝日）
- 真相報道 バンキシャ!（2020年8月16日 - 、日本テレビ） - 特集ナレーション[376]
- サンセルモ TVCM （2020年）[377]
- ゲームゲノム（2021年10月15日、NHK総合）[378][379]
- ユニ・チャーム ウェーブハンディワイパー ドールハウス篇 CM（2021年）[380]
- ウェザーニューズ「お天気アプリ『ウェザーニュース』」TVCM （2022年）[381]

### ボイスオーバー
- ありえへん∞世界（2016年）

### テレビ番組
※はインターネット配信。
- 機動戦士ガンダム30周年記念 みんなのガンダム 完全版（アニマックス：ナビゲーター）
- 番宣部長 2006年5月 全4回（AT-X：ナビゲーター）
- ファミ通TV（2008年7月 - 2010年9月、MOVIE GATE※）
- ラストランカーTV（2010年4月2日 - 10月1日、公式サイト※）

### テレビドラマ
- REPLAY & DESTROY 第2話（2015年5月4日、毎日放送） - Mr.リズミカル・五十嵐の声

### 実写映画
- 神谷浩史・小野大輔のDearGirl〜Stories〜
  - DearGirl〜Stories〜 THE MOVIE（2010年）
  - DearGirl〜Stories〜 THE MOVIE2 -ACE OF ASIA-（2014年）
  - DearGirl〜Stories〜 THE MOVIE 3 the United Kingdom of KOCHI 〜六人の龍馬編〜 / 〜蒼の継承編〜（2017年 - 2018年）
- ヒカリ（2011年、先輩/武藤啓介[382]）
- 神☆ヴォイス（2011年、ナレーション）

### 舞台
- Kiramune Presents リーディングライブ
  - 鍵のかかった部屋（榎本径）[383]
  - 悪魔のリドル〜escape 6〜（番場真昼、真夜）[384]
  - 5コントローラーズ+1（Hashi）[385]
  - OTOGI狂詩曲（浦島太郎）[386]
  - パンプキンファームの宇宙人（ゴウガイ）[387]
  - Be-Leave（管理人）

### 映像商品
- 裏切りは僕の名前を知っている ワルプルギスの宴
- KAMEN RIDER DRAGON KNIGHT SPECIAL EVENT　イベントDVD
- ガンダム00 Festival 2009-2010 “A trailer for the trailblazer”
- GUNDAM BIG EXPO スペシャルステージ ベストセレクション
- Kiramune
  - Kiramune Music Festival 2009・2010・2012 Live DVD
  - Kiramune Music Festival 2013 - 2017 Live DVD & Blu-ray
  - KAmiYU in Wonderland 1 - 3
- 第二回声優アワード 永久保存版オフィシャルDVD〜授賞式から舞台裏まで 受賞者たちの感動記〜
- 声優旅行社へようこそ2「1泊2日でもガツンと遊べます! 今回も青二の売れっ子があばれはっちゃけます! SP IN 台湾」
- DEAR My MOM!!〜ホップ★ステップ★ライブ!〜 イベントDVD
- イベントDVD 電撃文庫 秋冬の陣 de デュラララヴァーズ in 中野
- 豊口めぐみの明日晴れリーナ
- ライブビデオ ネオロマンス♥フェスタ11
- VitaminZ 〜大阪・初夏の陣〜 イベントDVD
  - VitaminXtoZ いくぜっ!究極（ハイパー）★エクスプロージョン
- 星空のコミックガーデン おいでよ!コミット2009春 イベントDVD
- 堀川りょうのトークライブ２　イベントDVD
- ライブビデオ マクロスF ギャラクシーツアーFINAL in フドーカン
- ライブパステルコレクション2006
- READING FOR THE TIES 2008 チャリティイベントDVD
- Lucian Bee's〜ROMANXIA WORLD TOUR 2010 in YOKOHAMA〜　イベントDVD
- ワグナリア 〜夏の大感謝祭〜 イベントDVD
- 神谷浩史・小野大輔のDearGirl〜Stories〜
  - DearGirl〜Stories〜 4LoversOnly
  - DearGirl〜Stories〜 Festival Carnival Matsuri DGS祭
  - DearGirl〜Stories〜 Dear Boy祭
- DJDVD 座・さよなら絶望放送〜最初で最後の映像版〜
- ファミ通TV DVD -神谷浩史・金田朋子篇- vol.1,2,3
- イベントDVD「青の祓魔師 BLUE NIGHT FES.」
- モノクロームファクター 限定版 第1、2、8巻
- 機動戦士ガンダム00
  - Newtype 2008年4月号 特別付録オリジナルDVD（Gフェスティバル2008の映像収録）
  - 第7巻　特典「第1話先行試写会レポート」
  - 劇場版 機動戦士ガンダム00 ―A wakening of the Trailblazer― COMPLETE EDITION【初回限定生産】 [Blu-ray]　特典 「Supporter's Gathering2010、初日舞台挨拶、キャストトークショー」
- 夏目友人帳
  - LaLa 2009年6月号・7月号・LaLaDX7月号 応募者全員大サービス「夏目友人帳」アニメDVD（キャストインタビュー他）
  - 限定版 第1、4、5巻
  - 参 完全生産限定版 第3巻　特典 「夏目友人帳×蛍火の杜へ 〜集い 夏神楽〜」
- デュラララ!!
  - 完全生産限定版 第1巻特典 「デュラララ!!アニメ化 de デュララランデブーin幕張」
  - 限定版 第13巻特典「デュララランデブー in 光ヶ丘」
- 裏切りは僕の名前を知っている
  - 月刊ASUKA 2010年11月号付録「夕月を守る会〜裏僕最後のぶっちゃけ声優座談会〜」
  - 限定版 第6-8巻
- よんでますよ、アザゼルさん。Blu-ray　VOL.2　特典「おでかけですよ、ベルゼブブさん。」
- WORKING´!! Blu-ray 1、2【完全生産限定版】
- Newtype 2011年6月号 特別付録「トワノクオン」ナビゲーションDVD
- トワノクオン スペシャル映像DVD 第一章・第二章・第三章共通前売鑑賞券 限定版特典
- B's-LOG 2006年2月号、2008年2月号付録
- ファミ通Wave DVD 2005年10月号、2009年10月号、2011年1月号 - 5月号付録
- LAST RANKER 公式設定資料集「STARTING POINT」付録 イベントDVD
- DJCDさよなら絶望放送〜血裂撰〜 特典「過多書きトランプ」
- さよなら絶望映像　DJCDさよなら絶望放送第八巻＆DJCDさよなら絶望放送 携帯盤 SZ-01 連動購入特典全員サービス
- 戦国無双　声優奥義2010　秋　限定版特典
- 劇場版 さらば仮面ライダー電王 ファイナル・カウントダウン　コレクターズパック 特典
- Angel Beats! 限定版 第7巻特典「making of episode 2」
- MONSTER　HUNTER　PORTABLE　3rd　モンハン芸能部チームプレイガイド DVD 特典

### ラジオ
※はインターネット配信。
- VOICE OF WONDERLAND（1996年 - 1999年、JFN）グランドアシスタント
- 集英学園インターネットラジオステーション分校乙女研究部（2005年、音泉※）
- 神谷浩史・小野大輔のDearGirl〜Stories〜（2007年 - 、文化放送、ラジオ大阪）
- おしゃべりやってまーす（2007年 - 、K'z Station※）
- さよなら絶望放送（2007年 - 2011年、アニメイトTV※）
- さよなら絶望放送携帯版（2007年 - 2011年、アニメイトモバイル※）
- マクロスF○☆△（2008年 - 2011年、毎日放送、文化放送）
- ラジオ 夏目友人帳 〜秋ノ章〜（2008年、音泉※）
- 戦場のヴァルキュリア2 ランシール校放送部（2009年 - 2010年、アニメイトTV※）
- 東映公認 鈴村健一・神谷浩史の仮面ラジレンジャー（2012年 - 、文化放送）
- カクシゴトーク（2020年、YouTube※）

### オーディオドラマ
- エメラルドドラゴン（龍の少年、魔兵）
- 機神大戦ギガンティック・フォーミュラ B@B（大黒眞人）
- ツインビーPARADISE3（マスタード 他）
- BLACK BLOOD BROTHERS（望月ジロー）
- モバラジ研究会 江戸川乱歩朗読全集「人間椅子」（朗読）
- 楽園のうた（笹本那智）
- ランブルフィッシュ（高雄沙樹）
- SSSS.DYNAZENON ボイスドラマ（2021年、ジュウガ）
- 墜落JKと廃人教師（2022年、落合詞） - 「花とゆめ」2022年10・11合併号付録[388]
- 『ライドカメンズ』ボイスドラマ「エピソードゼロ」（2024年、薄情な男[389]）

### パチンコ・パチスロ
- パチスロ化物語（阿良々木暦）
- パチンコCR化物語（阿良々木暦）
- パチスロ偽物語（阿良々木暦）
- A-SLOT偽物語（阿良々木暦）
- ぱちんこCR偽物語（阿良々木暦）
- パチスロ〈物語〉シリーズセカンドシーズン（阿良々木暦）
- P〈物語〉シリーズ セカンドシーズン（阿良々木暦）
- デビルサバイバー2 最後の7日間（瀬川脩太郎）
- パチスロAngel Beats!（音無結弦）
- パチスロ楽園追放（フロンティアセッター）

### デジタルコミック
- VOMIC めだかボックス（2010年、人吉善吉）
- VOMIC アイスエイジ（2011年、叶マサキ）
- イナズマイレブン〜ペンギンを継ぐ者〜 超次元ムービーコミック（2018年、灰崎凌兵[390]） - 限定カード&DVD付き特装版
- マンガアニメ「かくしごと」（2020年、後藤可久士）
- ふわわせピュアラルさん（2021年、ピュアラルさん[391]）
- MOKURI〜ア・ピアチュール音楽祭〜（2021年、ノイノイ[392]）
- スピードドラゴン 荒賀龍太郎物語（2021年、荒賀龍太郎[393]）
- ALIENS AREA（2022年、写楽一[394]）

### CD

#### ドラマCD
- 愛玩王子 シリーズ（フォルカス）
  - 愛玩王子〜虹色の欠片〜 ※初回限定特装版付属CD
  - 愛玩王子
  - 愛玩王子 〜未来への翼〜 ※初回限定特装版付属CD
- ドラマCD 「アマガミ」vol.6（????）
- 嵐のデスティニィ 2（竹中由宇）
- Drama Album Vie Durant 4・5（皇）
- 宇宙戦隊キュウレンジャー オリジナルアルバム サウンドスター3 ゲース・インダベーの逆襲（2017年、ショウ・ロンポー / リュウコマンダー）
- 裏切りは僕の名前を知っている シリーズ（蓬莱黒刀）
  - 裏切りは僕の名前を知っている 3
  - TVアニメーション「裏切りは僕の名前を知っている」オリジナルドラマCD 2 - 4
- 王子様と!セレブ♥デート 〜ラブφサミット〜（ウィリアム・貴大・ランチェスター）
- お狐サマの言うとおりッ! ドラマCD 第1巻（沢木藤真）
- お嬢様特急（望月将斗）
- お兄ちゃんと一緒（宮下隆）
- カーニヴァル シリーズ（花礫）
- 学園天使☆ラプソディー 〜天使のささやきBOX〜（広瀬巧）
- 影執事マルクの響き 1・2（マルク＝マルドゥーク）
- 「ガンパレード・オーケストラ」ドラマCD Vol.1・2 白の章（岩崎仲俊）
- 聞いてしゃべって! 中学英語ばっちりCD（チャレンジ6年生付録）（ダレダー）
- CD スーパーアンカー和英辞典 第2版
- KiKKa MYSTERY side シリーズ（火村英生）
  - 46番目の密室
  - スイス時計の謎
  - 屋根裏の散歩者
- 機神大戦ギガンティック・フォーミュラB@B Vol.2（大黒眞人）
- 機動戦士ガンダム00 シリーズ（ティエリア・アーデ）
  - 機動戦士ガンダム00 CDドラマ・スペシャル アナザーストーリー MISSION-2306
  - 機動戦士ガンダム00 CDドラマ・スペシャル アナザーストーリー Road to 2307
  - 機動戦士ガンダム00 CDドラマ・スペシャル アナザーストーリー COOPERATION-2312
  - 機動戦士ガンダム00 CDドラマ・スペシャル アナザーストーリー 4MONTH FOR 2312
- 鬼の風水 シリーズ（篠宮薫）
- 彼方から（イルクツーレ）
- キヨショーサテライト プラチナ（原三紀彦）
- きりん幼稚園へようこそ（甲斐睦月）
- 銀河ロイドコスモX IN ヒーロークロスライン ドラマCD（ネクロマン〈大散寺語〉）
- クラノア シリーズ（加護雄一）
  - クラノア -Hello Again-
  - クラノア -yesterday once more-
  - クラノア -another girl-
  - クラノア 覚醒未満 -the second volume- それは僕らのカタルシス
  - クラノア close to you
  - クラノア〜cry no more,smile for me
- クリセニアン夢語り －エル・デオの眠れる王に－（フェザラード）
- クローバー（鈴木央太）
- 黒子のバスケ DRAMA THEATER 2nd GAMES「それがボクたちのバスケです」（赤司征十郎）
- 佐藤くんと田中さん -The blood highschool（佐藤）※コミックス1巻限定版付属CD
- SAMURAI DEEPER KYO 第壱・弐巻（迷企羅）
- さよなら絶望先生 ドラマCD 絶望劇場（糸色望、想像の先輩・後輩）
  - さよなら絶望先生 27 ドラマCD付限定版 希望と絶望のはざまで（糸色望、〆布望）
- 執事様のお気に入り 1 - 3（道家庵）
- 失恋ショコラティエ Vol.1・2（オリヴィエ・トレルイエ）
- シノビライフ 2（岩鶴理人）
- シャイニング・シリーズ
  - シャイニング・フォース フェザー ドラマCD（ユリアス）
  - シャイニング・ハーツ ドラマCD（リック・エルウッド、アルヴィン）
- 純血+彼氏（アキ）※第3・4巻ドラマCD付き特装版
- 私立アキハバラ学園（冬馬壮一郎）
- 進撃の巨人 シリーズ（リヴァイ）
  - 進撃の巨人 兵長VS.ミカサ 怒涛の掃除バトル[395] ※『別冊少年マガジン』2014年1月号付録CD
  - 進撃の巨人 特典ドラマCD 進撃のスクールカースト
- 魔術士オーフェン 無謀編（少年）
- 水夏〜SUIKA〜 第三章（柾木良和）
- Starry☆Sky シリーズ（宮地龍之介）
  - 星座彼氏シリーズ starry☆sky 〜Scorpius〜（蠍座）
  - プラネタリウムCD&ゲーム starry☆sky 〜in Summer〜
  - 星座旦那シリーズ Starry☆sky 〜Scorpio&Sagittarius〜
  - 番外編ドラマCD Starry☆Sky 〜in Summer〜
- S・L・H ストレイ・ラブ・ハーツ! ドラマCD 第1巻（山科岑満）
- 戦國ストレイズ（佐々成政）
- 戦国無双 シリーズ（浅井長政）
  - 戦国無双 百花饗演[396]
  - 戦国無双3 光華繚演
- ドラマCD 葬除屋XLORD「終末Re:START」（雨宮優樹）
- その向こうの向こう側（ヴィリッド・ヴィセット・ヴィリジアン）
- 対決NEO 2 神谷浩史VS吉野裕行（加瀬）
- TAP TRAP LOVE（CAP）
- 超無気力戦隊ジャパファイブ（真柴直樹 / ジャパ・グリーン、ジャパ・ブラック）
- ツインビーPARADISE（マスタード）
  - ツインビーPARADISE3
  - ツインビーPARADISE'99
- DearGirl〜Stories〜 響（ヒロC）
  - Dear Girl〜Stories〜 響 ドラマCD 暗黒響編
  - Dear Girl〜Stories〜 響 ドラマCD THE Final
- テイルズ オブ シリーズ
  - テイルズ オブ エターニア（騎士団長）
  - テイルズ オブ シンフォニア アンソロジー1 〜ロデオライド・ツアー〜THE FIRST PART（爆弾魔）
  - テイルズ オブ ハーツ ドラマCD vol.1-3・5（カルセドニー・アーカム）
- ティンダーリアの種 シリーズ（クレソン・アルカネット）
  - ティンダーリアの種
  - ティンダーリアの種 外伝 〜それぞれの花祭り〜
- デジモンフロンティア（源輝二）
- 天使1/2方程式（黒峰夏艶）※コミックス第4・7巻ドラマCD付初回限定版[397][398]
- 伝心 まもって守護月天! Vol.3（岡田武則）
- 十鬼の絆 シリーズ（千耶）
  - 十鬼の絆 ドラマCD 〜大原女騒動〜[399]
  - 十鬼の絆 ドラマCD 〜伝説の果実〜[400]
  - 十鬼の絆 花結綴り ドラマCD 男達の親睦会 〜鬼鍋を囲んで〜[401]
- ときめきメモリアル2（渡瀬公一）
- 特殊戦闘員育成機関 ヒーローアカデミーJ（御徒町正義）
- ドラマ 宮沢賢治名作選集3 銀河鉄道の夜（カムパネルラ）
- 夏目友人帳（夏目貴志）
- 伯爵と妖精 シリーズ（ポール・ファーマン）
  - 伯爵と妖精 プロポーズはお手やわらかに
  - 伯爵と妖精 紳士の射止め方教えます
- 化物語オリジナルドラマCD「佰物語」（阿良々木暦）
- 花と悪魔（ビビ）
- ばらかもん（東野一真）※第16・17巻ドラマCD付き初回特装版
- Drama CD 薔薇嬢のキス〜rose1・2〜（天上光琉 / 白薔薇）
- 東のエデン 劇場版II 特典ドラマCD（篁カオル）
- ひだまりスケッチ×365 DVD第4巻完全限定生産版特典CD（チョコ山）
- VitaminZ シリーズ（天童瑠璃弥）
  - VitaminZ ドラマCD -Part.1- 〜Dokidokiびたみん♪ 君と一晩すぺくたくる〜
  - VitaminZ ドラマCD -Part.2- 〜Haraharaびたみん♪ 恋はいつでもすりりんぐ〜
- 姫神さまに願いを（ハル〈阿倍晴明〉）
- ファンタズム（からす）
- 腐女子っス!（マー坊）
- Fate/stay night シリーズ（間桐慎二）
  - TYPE-MOON10周年記念ドラマCD（feat.CP）「恐怖・人類未踏の地底大洞窟!喫茶店地下666メートルの秘境に幻の美少年を見た!!」 ※『コンプティーク』2011年8月号付録CD
  - Sound Drama Fate/EXTRA[402]
  - Fate/hollow ataraxia ドラマCD ノーマネーノーライフ バゼット=サン ※『コンプティーク』2015年1月号付録
  - 劇場版 Fate/stay night [Heaven's Feel] II.lost butterfly Original Drama CD「インタビュー 未推敲 掲載予定なし」（2019年）
- BROTHERS CONFLICT ドラマCD 兄弟（おれ）たちの日常（ジュリ）
- BLACK BLOOD BROTHERS ドラマCD Vol.1・2（望月ジロー）
- TVアニメーション プリンセス・プリンセス ドラマCD 第1 - 4巻（有定修也）
- 紅色HERO（土屋直人）
- ブレイク ブレイド 番外編ドラマCD（ゼス）
- Berry's シリーズ（宝交早生）
  - Berry's ドラマCD Vol.1「森久保由那」
  - Berry's ドラマCD Vol.2「佐藤夏姫」
  - Berry's ドラマCD Vol.3「佐藤春姫」
- キャラクタードラマCD「ペルソナ3」Vol.1（神木秋成）
- まおゆう魔王勇者（青年商人）
- 勾玉花伝 巫女姫様とさくらの契約（草凪）
- マクロスF ドラマCD 娘ドラ◎ ドラ1 - 4（ミハエル・ブラン）
- 「真剣で私に恋しなさい!」ドラマCD（直江大和）
- マジナ! voice-MIX シリーズ（吉原喬太）
  - マジナ! voice-MIX 〜コーライト〜
  - マジナ! voice-MIX 〜ソーダライト〜
  - マジナ! voice-MIX 〜フローライト〜
- 魔女のお茶会（ノナカロクスケ）
- 名作文学（笑）ドラマCD「走れ☆メロス」（王様）
- ドラマCD「女神異聞録デビルサバイバー」（直哉〈ナオヤ〉）
- 女神異聞録ペルソナ Vol.1（テイラーズメンバー）
- セガサターン版メルティランサー（機動隊通信兵B 他）※初回限定特典ドラマCD
- スペシャル♥ドラマCD 「モノクロ少年少女」（右京）※『花とゆめ』2010年4号付録CD
- バラエティドラマCD 大和彼氏 恋の天下は俺が獲る! 〜茨城VS高知編〜（結城静也）
- ラストランカー（ジグ）
  - ラストランカー ドラマCD 旅立ちの決意
  - ラストランカー ドラマCD+ノベル 炭酸水とねじねじパン
- ラブ♥モンスター（ユキ・スノーホワイト）
- ラブルートゼロ サヨナラと言えない僕らは…（アフロディーテ）
- LOVELESS Vol.2（黒谷冬樹）
- ランブルフィッシュ（高雄沙樹）
- Real Rode シリーズ（ディセ）
  - Drama CD Real Rode 〜Pure White Disc〜
  - Drama CD Real Rode 〜Noble Black Disc〜
- 理系男子。 シリーズ（軽井空也）
  - 理系男子。 〜ぼくらの夏合宿〜
  - 理系男子。 〜ぼくらの修学旅行 in 京都〜
  - 理系男子。 〜ぼくらの文化祭〜
- ROOT∞REXX Vol.1（朝霧仁[403]）
- レインボーマン（木霊）
- レティーシュ・ナイツ 〜緑柱石（エメラルド）の誓約〜（アルフリート・チェインバース）※初回限定特装版付属CD
- レンタル執事 シリーズ（小鳩優介）
  - レンタル執事 Drama CD Vol.1
  - レンタル執事 キャラクターCD
- ロミオとジュリエット（ジュリエット）
- WORKING!!（相馬博臣）※コミックス12巻初回限定特装版付属CD
- ワイルドライフ（鞍智久孝）
- 『ドラマCD ドライブサーガ 仮面ライダーマッハ夢想伝』（ヒュプノス）※アニメイト限定版付属CD座談会にも出演

#### BLCD
- 愛かもしれない ―山田ユギバンブーセレクションCD2―（柳）
- 愛できつく縛りたい〜恋より激しく〜（五十嵐潮）
- 愛と仁義に生きるのさ（新海聖司）
  - 恋に命を賭けるのさ（新海聖司）
- 暴れる犬（谷本祐次）
- いっそもう、くどきたい!（三国）
- 美しいひと（小谷里久）
- エゴイストの純愛（花本行彦）
- エス（椎葉昌紀）
  - エス -咬痕-
  - エス -裂罅-
  - エス -残光-
- エデンを遠く離れて2 〜緑陰の楽園〜
- エデンを遠く離れて3 〜切ない夜の楽園〜（高橋弟）
- N大附属病院シリーズ2（須藤雅彦）
- 王様ゲーム（蛟）
- 王子さまLv2（白鳳）
- 幼馴染み（伊沢光夫）
- 学園ヘヴン シリーズ（西園寺郁）
  - 学園ヘヴン〜未来は君のもの〜
  - 学園ヘヴン〜強気な2年生〜
  - 学園ヘヴン〜Welcome to HEAVEN!〜
  - 学園ヘヴン〜Happy☆パラダイス〜
- 駆け引きのレシピ（藍原雅人）
- 課長の恋（熊谷幸雄）
- 神様の腕の中（ジンジャー）
- 茅島氏の優雅な生活（小泉）
- 可愛いひと（池内智弘）
- 官能小説家 シリーズ（宮野若葉）
  - 官能小説家を調教中♡
  - 官能小説家は発情中♡
- 騎士堂倶楽部（沢村優輝）
- 鬼絆（きずな） 〜KIZUNA〜 シリーズ（綴鬼耶紗人）
  - この陰りある哭のままに
  - 彼方なる陽を求めて
- きみが恋に堕ちる シリーズ（主藤司）
  - きみが恋に堕ちる X'masバージョン（全員サービス ミニドラマCD）
  - きみが恋に溺れる（主藤司）
- きみには勝てない!（江崎海）
- きわどい賭（穂村遥佳）
- Candy-Store（西野匤）
- 唇で壊される。（丘智周）
- 黒い竜は二度誓う（ラシュリ）
- 小悪魔のサンクチュアリ（芹沢怜志）
- 恋泥棒を捜せ!（春日野美雁）
- 恋の雫（菊水一）
- 傲慢で一途な欲望（各務眞仁）
- 言ノ葉ノ花（余村和明）
  - 言ノ葉ノ世界（占い師）
  - 言ノ葉便り
- こどもの瞳（柏原岬）
- この陰りある哭のままに
- この罪深き夜に 清澗寺家シリーズ1（清澗寺冬貴）
  - 夜ごと蜜は滴りて 清澗寺家シリーズ2
  - せつなさは夜の媚薬 清澗寺家シリーズ3
  - 罪の褥も濡れる夜 清澗寺家シリーズ4（清澗寺冬貴）
  - 夜ごと蜜は滴りて2 清澗寺家シリーズ5
  - 終わりなき夜の果て 清澗寺家シリーズ6
  - 罪の褥も濡れる夜2 清澗寺家シリーズ 7（清澗寺冬貴）
- 最悪（橘英彦）
- 最果ての君へ（汐未雅也）
- SASRA3（キリヤ）
- 座布団 シリーズ
  - 座布団（広沢寒也）
  - 花扇〜座布団2 初助編〜（広沢寒也）
  - 子別れ〜座布団3 寒也編〜（広沢寒也）
- 三百年の恋の果て（紺）
- G線上の猫 1・2（成川理也）
- しなやかな熱情（小山臣）
  - ひめやかな殉情
  - あざやかな恋情
  - さらさら。
  - はなやかな哀情
  - やすらかな夜のための寓話
  - たおやかな真情
  - あでやかな愁情
- 少年四景〜小野塚カホリ作品集〜（アツ）
- 私立翔瑛学園男子高等部 倉科先生の受難（御法川優介）
- 真空融接 1・2（ラエル）
- 新宿退屈男〜欲望の法則〜（竜野友紀）
- SUPER LOVERS（海棠零）
- STEAL! シリーズ（桐生崇征）
  - Drama CD STEAL! 1st.mission
  - Drama CD STEAL! 2nd.mission
- すべてはこの夜に（加持智充）
- スレイヴァーズ・ラヴァ＊ 前編・後編（早瀬義弘）
  - フリージングアイ（早瀬義弘）
- SEX PISTOLS（シマ）
- 世界一初恋 シリーズ（柳瀬優）
  - 世界一初恋 〜小野寺律の場合+吉野千秋の場合〜
  - 世界一初恋2 〜吉野千秋の場合+小野寺律の場合〜
  - 世界一初恋3 〜小野寺律の場合+吉野千秋の場合〜
  - 世界一初恋4 〜吉野千秋の場合+小野寺律の場合〜
- 是 -ZE-（櫻花）
- センチメンタルガーデンラバー（比呂）
- 束縛のアリア（藤本士騎）
- その指だけが知っている シリーズ（浅香雅展）
  - 左手は彼の夢をみる その指だけが知っている2
  - くすり指は沈黙する その指だけが知っている3
- それならハートにきいてみろ!（姫宮竜紀）
- タクミくんシリーズ Sincerely…（片倉利久）
- 鎮守神楽（瑞樹）
- 月は闇夜に隠るが如く（片桐信乃）
- 作る少年、食う男（ハル）
  - 執事の受難と旦那様の秘密 上・下・番外編（ハル）
- 天使×密造（桃川）
- 同級生 シリーズ（草壁光）
  - 卒業生（草壁光）
  - 空と原（草壁光）
  - O.B.（草壁光）
- VIP シリーズ（柚木和孝）
  - VIP-棘-
  - VIP-蠱惑-
- ひとり占めセオリー（若宮）
- 姫君の輿入れ（小野朝家）
- ふらちな恋のプライス（瀧口怜史）
- プリティ・ベイビィズ1・2（彼方）
- 便利屋さん 1・2（桐ヶ谷亜喜）
- 〜マイ・プレシャス〜（藤谷慎）
- 身勝手な狩人（高瀬智嗣）
- ミッシング・ロード〜世界を超えて君を呼ぶ〜（アランディス）
- 耳をすませばかすかな海（大澤笙惟）
- ミルククラウンのためいき（内川充）
- unison 〜ユニゾン〜（長瀬秀一）
- 欲望という名の愛（倉科崇）
- 楽園のうた 第1・2巻（笹本那智）
  - 背中合わせの恋Vol.1・2
- リロード（神宮聡志）
  - トゥルース
- 恋愛協定〜抜け駆けナシ!（五十嵐雅巳）
- 恋愛操作 1・2・3・4（式浩介）

#### ラジオ・トークCD
- ネットラジオCD2「嗚呼、クラスター学園!いきなり授業参観」
- CBC, Rush Out!! 〜The 2nd Anniversary〜 LIVE CD ダイジェスト版
- GUSH★Channel ※GUSH 2008年6月号特別付録 特製CD
- GUSH★Channel Hyper! ※GUSH 2008年6月号/7月号連動 全員サービス特製CD
- DJCD 神谷浩史・小野大輔のDearGirl〜Stories〜
- ラジオCD 鬼の風水 〜The Invitation〜
- こちらオーダー・コフィン・カンパニートークCD+AN'S ALL STARS THEME SONG
- さよなら絶望放送 シリーズ
  - DJCD さよなら絶望放送 第一巻、第二巻、第四巻、第五巻、第七巻 - 第十巻
  - DJCD さよなら絶望放送 第三巻 特別版
  - DJCD さよなら絶望放送 SZBH-SP1〜葬集編〜
  - DJCD さよなら絶望放送 SZBH-SP2〜災放送〜
  - DJCD 酷・さよなら絶望放送 宙
  - DJCD さよなら絶望放送 第六巻〜谷怨〜
  - DJCD さよなら絶望放送 血裂撰〜けっさくせん〜（DVD付き）
  - DJCD さよなら絶望放送 携帯盤SZ-01K、SZ-02K、SZ-03K、SZ-04K
- ドラマCD+ラジオCD 12人の優しい殺し屋  side R part 1・3
- ソレスタルステーション00 GN粒子最大散布スペシャルCD 第1・3巻
- 咎狗の血 True Blood DJCD「狗ラジ TB-SHOW」
- DJCD「伯爵と妖精」〜ニコの妖精お茶会〜
- 八犬伝―東方八犬異聞― 新録ラジオ集 DJCD Vol.1[404]
- DJCD「ぱにらじだっしゅ!」第2巻
- DJCD BL学園放送部 ベル☆ラジ
- ヒーローアカデミーJ 鈴村健一の放課後ラジオCD
- Fate/stay tune 第1・2巻
- プリンセス・プリンセス DJ・CD Vol.2
- ウェブラジオ モモっとトーク・パーフェクトCD4 MOMOTTO TALK CD 神谷浩史盤
- ウェブラジオ モモっとトーク・スペシャルCD モモっとトーク・スペシャルCD4
- DJCD ラジオ☆ロデ Vol.2
- DJCD CHEMICAL REACTION!!『理系男子。』VOL.1
- ファミ通キャラクターズDX〜ボクらのTVゲーム〜
- ラジオCD イクシオン サーガ PR Vol.1（特別版ゲスト）
- DJCD きいてますよ、アザゼルさん。 Vol.1・2・3

#### 朗読・その他CD
- アリス・ロワイヤル ささやきボイス（リゼル・ラッフルズ） ※コミック アース・スター2011年4月号、2011年5月号付録
- オ・ト・ナ限定 看病CD Kartel 2（鬼畜キャラ）
- 官能昔話
- KISS×KISS collecutions VOL.9 「ツンデレキス」
- KISS×KISS collecutions 声優アニメディアSPECIAL EDITION CD（兎狩咲夜）※『声優アニメディア』2009年9月号付録
- 青二プロダクション設立40周年イベント：朗読劇サイボーグ009（009）
- 終焉ノ栞プロジェクト（150P）「終焉 -Re:write-」（ナレーション）
- 12人の優しい殺し屋「INTRODUCTION」（真宮陽介）
- 淑女養成CD 〜執事が教える西洋料理のマナー〜（ロバート）
- "続" 淑女養成CD ―執事が貴女にマナーをお教え致します―（ロバート）
- 少女病「葬月エクレシア」
- Story of 365 days〜chapter.HEART（ハートのエース）
- 戦国武将物語〜豪傑編〜（朗読 - 第二話「真田幸村物語」）
- 戦国武将物語外伝〜14の知将&豪傑物語〜（朗読 - 真田幸村物語外伝「例えゆく道は違えども…」）
- DEARS 十二星座物語 Apollon Side（朗読 - みずがめ座）
- でぃあーず にほんのむかしばなし〜青の色〜（朗読 - 第六話『猿の一文銭』）
- でぃあーず にほんのむかしばなし〜夢の色〜（朗読 - 第十一話『お殿様のお花見』）
- DEARS 誕生石物語〜青の季節〜（冬の妖精『プラチナ』）
- DEARS 誕生石物語〜ラッキーストーン占い〜（冬の妖精『プラチナ』）
- VitaminZ × 羊でおやすみシリーズ Vol.7 「テラスハウスでおやすみ」（天童瑠璃弥）
- honeybee 羊でおやすみシリーズ Vol.12「いつまでも一緒にいようね」
- 続・ふしぎ工房症候群 EPISODE.4「兄からの手紙」
- honeybee 万葉恋歌 -桜の章-（柿本遥）
- 蜜蜂出版シリーズ 旦那カタログ特別号Vol.2 特別号の特集：A型旦那&B型旦那（B型旦那・梅本千景）
- ミツバチ声薬『ハートエイドプラス』（後藤）
- 妄想彼氏（ペット）ドMなペットくん
- 癒守石01 白土・紫（紫）
- リアルロデ with 羊でおやすみシリーズ 〜Sleep in The Rode（羊もあるよ☆）〜 vol.3 ディセ&キース編
- 朗読 宮沢賢治名作選集8 「注文の多い料理店」「猫の事務所」「北守将軍と三人兄弟の医者」「雨ニモマケズ」（「注文の多い料理店」の朗読）

### オーディオブック
ラジオドラマや朗読CDとして発表された作品は該当節を参照。
- スマホを落としただけなのに（役名不明）
  - スマホを落としただけなのに 囚われの殺人鬼（浦井光治）
- 化物語 上巻（朗読）
- 待ち続けた電車（原作は「電車であった泣ける話 〜あの日、あの車両で〜」に収録）（朗読）

### その他コンテンツ
- 原画と朗読で綴るサイボーグ009の世界 〜海底ピラミッドの謎を追え!〜（009 / 嶋村ジョー）
- 紅白雑学総研（テレビ朝日）（島耕作）：2017年7月23日
- イレブンタッチ（2018年、灰崎凌兵）
- 声優×怪談
  - 第1夜「赤の怪談」[405]（2019年8月14日）
  - 第2夜「黒の怪談」[406]（2019年8月15日）
- 藤やんうれしーの水曜どうでそうTV「水曜どうでしょうを声優が日本語吹き替えしてみた」（2020年、大泉洋 役）
- 渋谷エリア・東急グループの施設における新型コロナウイルス感染症予防対策呼びかけメッセージの店内アナウンス（2021年）[407]
- 仮面ライダーGIRLS「We are GIRLS !!!」MV（2022年）
- はま寿司（タッチパネルの声、期間限定、2024年12月26日 - 2025年3月25日） - 「タッチパネルの左下（店員呼出 その他）をタッチ→声優変更をタッチ→神谷浩史をタッチで使用。（2025年3月は、2種類 Ver.1とVer.2）」

携帯コンテンツ
- きらめき!熱血☆ラ部（向坂伊織）
- ザ・スターボウ（ヒロ）
- 12人の優しい殺し屋（真宮陽介）
- 葬除屋×LORD（雨宮優樹）
- 幕末新撰組恋浪漫's（斎藤一）
- マージナルプリンス2 〜色とりどりの花束を〜（リチャード・マークス）
- 大和彼氏（結城静也）
- ネオロマンス♥ゲームノベル ラブφサミット（ウィリアム・貴大・ランチェスター）
- 今夜アナタと眠りたい（東山源次）※CMの声

webコンテンツ
- ミラクル☆トレイン〜中央線へようこそ〜（中野陸）

音声ガイド
- 夏目友人帳原画展〜緑川ゆきの世界〜
- 西尾維新大辞展（2017年）阿良々木暦 役[408]

プロモーションビデオ
- かくしごと（後藤可久士）

ライブキャラクター
- SEKAI NO OWARIドーム・スタジアムツアー2017  Tarkus（チェッキー）

CM
- 日清食品 カップヌードル HUNGRY DAYS『アルプスの少女ハイジ篇』（2017年、ペーター[409]）
- ダンロップ ROAD TO YOU〜君へと続く道〜（2017年、リョウタ[410]）
- 不動産証券化協会『資産形成はじめるなら、Jリート』（2022年、出演[411]）
- 東洋水産『うる星やつら×マルちゃん赤いきつねと緑のたぬき』コラボムービー（2022年、諸星あたる[412]）
- 『来世は他人がいい』第7巻発売記念CM（2023年、周防薊[413]）

PV
- 『拷問バイトくんの日常』第3巻発売記念PV（2023年、シウ[414]）

玩具
- COMPLETE SELECTION MODIFICATION デンオウベルト MOVIE EDITION（ゴーストイマジン[415]）
- ねんどろいど神谷浩史（2024年、グッドスマイルカンパニー）[416]

## ディスコグラフィ

### シングル
|        | 発売日         | タイトル                | 規格品番              | 規格品番   | オリコン 最高位 |
| 豪華盤 | 発売日         | タイトル                | 通常盤                |            | オリコン 最高位 |
| ------ | -------------- | ----------------------- | --------------------- | ---------- | --------------- |
| 1st    | 2010年12月15日 | For myself              | LACM-34768            | LACM-4768  | 6位             |
| 2nd    | 2011年4月6日   | 虹色蝶々                | LACM-34800            | LACM-4800  | 9位             |
| 3rd    | 2012年10月31日 | Such a beautiful affair | LACM-34006            | LACM-14006 | 5位             |
| 4th    | 2014年1月29日  | START AGAIN             | LACM-34180            | LACM-14180 | 10位            |
| 5th    | 2016年2月24日  | Danger Heaven?          | LACM-34443            | LACM-14443 | 8位             |
| 6th    | 2017年10月11日 | 神様コネクション        | LACM-34666            | LACM-14666 | 3位             |
| 7th    | 2021年3月24日  | BRAND NEW WAY           | LACM-34080            | LACM-24080 | 6位             |
| 8th    | 2023年8月23日  | ワヲ!                   | LACM-34414 LACM-34415 | LACM-24414 | 12位            |

### 配信限定シングル
|     | 発売日        | タイトル     | 規格品番 |
| --- | ------------- | ------------ | -------- |
| 1st | 2017年2月15日 | イズムリズム | LZC-1130 |

### アルバム

#### フルアルバム
|        | 発売日         | タイトル | 規格品番   | 規格品番   | オリコン 最高位 |
| 豪華盤 | 発売日         | タイトル | 通常盤     |            | オリコン 最高位 |
| ------ | -------------- | -------- | ---------- | ---------- | --------------- |
| 1st    | 2011年12月14日 | ハレゾラ | LACA-35165 | LACA-15165 | 7位             |
| 2nd    | 2022年12月21日 | appside  | LACA-35031 | LACA-25031 | 11位            |

#### ミニアルバム
|        | 発売日         | タイトル | 規格品番   | 規格品番   | オリコン 最高位 |
| 豪華盤 | 発売日         | タイトル | 通常盤     |            | オリコン 最高位 |
| ------ | -------------- | -------- | ---------- | ---------- | --------------- |
| 1st    | 2009年8月26日  | ハレノヒ | LACA-35935 | LACA-5935  | 9位             |
| 2nd    | 2013年4月10日  | ハレイロ | LACA-35282 | LACA-15282 | 5位             |
| 3rd    | 2014年8月27日  | ハレヨン | LACA-35450 | LACA-15450 | 4位             |
| 4th    | 2015年7月29日  | ハレゴウ | LACA-35505 | LACA-15505 | 5位             |
| 5th    | 2015年8月26日  | ハレロク | LACA-35506 | LACA-15506 | 2位             |
| 6th    | 2016年8月24日  | Theater  | LACA-35577 | LACA-15577 | 4位             |
| 7th    | 2018年11月21日 | TOY BOX  | LACA-35767 | LACA-15767 | 6位             |
| 8th    | 2019年12月25日 | CUE      | LACA-35803 | LACA-15803 | 9位             |
| 9th    | 2020年4月22日  | TP       | LACA-35825 | LACA-15825 | 6位             |
| 10th   | 2024年7月31日  | HARETTER | LACA-35106 | LACA-25106 | 14位            |

### 映像作品
|     | 発売日        | タイトル                                                      | 規格品番     | 備考                                                          |
| --- | ------------- | ------------------------------------------------------------- | ------------ | ------------------------------------------------------------- |
| 1st | 2016年6月1日  | Hiroshi Kamiya 1st Live “ハレヨン→5&6” DVD                    | LABM-7190/1  | アニメイト、BVC、L-MART限定                                   |
| 2nd | 2017年7月19日 | Hiroshi Kamiya Live 2016 “LIVE THEATER” LIVE DVD"             | LABM-7220/1  | アニメイト、BVC、L-MART、ライブ会場限定                       |
| 3rd | 2019年8月28日 | 神谷浩史MUSIC CLIP COLLECTION「ハレノエ」Blu-ray Disc         | LABX-8368    | 神谷さんご本人による全曲解説オーディオコメンタリー            |
| 4th | 2022年3月9日  | Hiroshi Kamiya LIVE TOUR 2021 “Sunny Box” Blu-ray             | LABX-8554/5  | アニメイト、A-on STORE、「A!SMART」Kiramuneサイト、ライブ会場 |
| 5th | 2025年3月19日 | Hiroshi Kamiya 15th Anniversary Live Tour “Messenger” Blu-ray | LABZ-10034/5 | アニメイト、A-on STORE、「A!SMART」Kiramuneサイト、ライブ会場 |

### キャラクターソング
| 発売日   | 商品名                                                                                         | 歌 | 楽曲 | 備考                                                                   |
| 1997年   | 1997年                                                                                         | 1997年 | 1997年                                                                                                   | 1997年                                                                 |
| -------- | ---------------------------------------------------------------------------------------------- | --- | --- | ---------------------------------------------------------------------- |
| 4月9日   | ツインビーPARADISE3 ボーカルボム！                                                             | ホワイト（私市淳）、マスタード（神谷浩史） | 「僕らはそれをまちながら」                                                                               | ラジオドラマ『ツインビーPARADISE3』関連曲                              |
| 1999年   |                                                                                                | | |                                                                        |
| 3月26日  | FAVORITE DEAR キャラクター・ソング・ファイルス I                                               | リュドラル・アルグレーン（神谷浩史） | 「未来の為に…」                                                                                          | ゲーム『FAVORITE DEAR』関連曲                                          |
| 2002年   |                                                                                                | | |                                                                        |
| 10月2日  | デジモンフロンティア キャラクターソングコレクション「サラマンダー」                            | 源輝二（神谷浩史） | 「in the blue 〜輝二のテーマ〜」                                                                         | テレビアニメ『デジモンフロンティア』関連曲                             |
| 11月6日  | デジモンフロンティア クリスマススマイル                                                        | 源輝二（神谷浩史） | 「More More Happy Christmas」 「With The Will」 「スピリット・エボリューション!!〜輝二編〜」             | テレビアニメ『デジモンフロンティア』関連曲                             |
| 12月25日 | デジモンミュージック100タイトル記念作品 We Love DiGiMONMUSiC                                   | 源輝二（神谷浩史） | 「FIRE!」                                                                                                | テレビアニメ『デジモンフロンティア』関連曲                             |
| 2003年   |                                                                                                | | |                                                                        |
| 4月2日   | デジモンフロンティア ベストヒットパレード                                                      | 源輝二（神谷浩史） | 「Get The Biggest Fire!!」                                                                               | テレビアニメ『デジモンフロンティア』関連曲                             |
| 8月27日  | Magical Songs                                                                                  | 架地哲士（神谷浩史） | 「僕だけの…」                                                                                            | テレビアニメ『ウルトラマニアック』関連曲                               |
| 2004年   |                                                                                                | | |                                                                        |
| 8月25日  | 学園ヘヴン ヴォーカルアルバム〜SONG!MVP〜                                                      | 西園寺郁（神谷浩史） | 「Share the Future」 「BL学園校歌」                                                                      | ゲーム『学園ヘヴン』関連曲                                             |
| 12月22日 | 学園ヘヴン マキシシングル〜BITTER CHOCOLATE〜                                                  | 西園寺郁（神谷浩史） | 「Little Wish」                                                                                          | ゲーム『学園ヘヴン』関連曲                                             |
| 12月22日 | 学園ヘヴン マキシシングル〜SWEET CANDY〜                                                       | 西園寺郁（神谷浩史） | 「WALK UP!」                                                                                             | ゲーム『学園ヘヴン』関連曲                                             |
| 2005年   |                                                                                                | | |                                                                        |
| 6月15日  | リングにかけろ キャラクターソングス                                                            | 河井武士（神谷浩史） | 「いばらの旋律〜Melody〜」                                                                               | テレビアニメ『リングにかけろ』関連曲                                   |
| 10月26日 | ぱにぽにだっしゅ！ ヴォーカルアルバム                                                          | 犬神つるぎ（神谷浩史）、南条操（生天目仁美） | 「肉球慕情」                                                                                             | テレビアニメ『ぱにぽにだっしゅ！』関連曲                               |
| 2007年   |                                                                                                | | |                                                                        |
| 8月22日  | 神曲奏界ポリフォニカ キャラクターソングアルバム                                                | タタラ・フォロン（神谷浩史） | 「Way to go」                                                                                            | テレビアニメ『神曲奏界ポリフォニカ』関連曲                             |
| 11月21日 | 絶望歌謡大全集                                                                                 | 糸色望（神谷浩史） | 「絶唱」                                                                                                 | テレビアニメ『さよなら絶望先生』関連曲                                 |
| 2008年   |                                                                                                | | |                                                                        |
| 1月9日   | DEAR My SUN!!〜ムスコ★育成★狂騒曲〜 キャラクターソングアルバム                                 | 吉良雅伸（神谷浩史） | 「metamorphose」                                                                                         | ゲーム『DEAR My SUN!!〜ムスコ★育成★狂騒曲〜』関連曲                    |
| 3月26日  | 俗・絶望劇伴撰集                                                                               | 糸色望（神谷浩史） | 「完璧艦隊の歌」 「絶望音頭」                                                                            | テレビアニメ『俗・さよなら絶望先生』挿入歌                             |
| 5月14日  | 絶望大殺界                                                                                     | 糸色望（神谷浩史）、日塔奈美（新谷良子） | 「はっぴぃ☆なんちゃら」                                                                                  | ラジオ『さよなら絶望放送』主題歌                                       |
| 5月28日  | AWAKE〜僕のすべて〜                                                                            | 二海堂昶（小野大輔）、浅村賢吾（神谷浩史） | 「AWAKE〜僕のすべて〜」                                                                                  | テレビアニメ『モノクローム・ファクター』エンディングテーマ             |
| 7月30日  | モノクローム・ファクター キャラクターソング Factor3 浅村賢吾                                   | 浅村賢吾（神谷浩史） | 「The world of tomorrow」                                                                                | テレビアニメ『モノクローム・ファクター』関連曲                         |
| 9月24日  | 夏目友人帳 音楽集「おとのけの捧げもの」                                                        | 夏目貴志（神谷浩史） | 「暖かい場所」                                                                                           | テレビアニメ『夏目友人帳』関連曲                                       |
| 10月22日 | 機動戦士ガンダム00 Voice Actor Single 3 神谷浩史 come across ティエリア・アーデ                | ティエリア・アーデ（神谷浩史） | 「idea」 「elephant」                                                                                    | テレビアニメ『機動戦士ガンダム00』関連曲                               |
| 12月17日 | 伯爵と妖精 キャラクターアリア集〜ポールのメヌエット                                            | ポール・ファーマン（神谷浩史） | 「Shining Rose」                                                                                         | テレビアニメ『伯爵と妖精』関連曲                                       |
| 12月     | 星空のコミックガーデン キャラクターソングCD Vol.2 DREAM Candy                                  | 轟木圭吾（緑川光）、神崎小次郎（神谷浩史） | 「上から目線でTalk to You」 「〆切合体！GOレンジャー！」                                                 | 『星空のコミックガーデン』関連曲                                       |
| 2009年   |                                                                                                | | |                                                                        |
| 1月7日   | 「モノクローム・ファクター」PERFECT VOCAL COLLECTION                                           | 浅村賢吾（神谷浩史） | 「AWAKE〜僕のすべて〜」                                                                                  | テレビアニメ『モノクローム・ファクター』関連曲                         |
| 3月18日  | 続 夏目友人帳 音楽集「いとうるわしきもの」                                                     | 夏目貴志（神谷浩史） | 「歩み寄る勇気」                                                                                         | テレビアニメ『続 夏目友人帳』関連曲                                    |
| 5月6日   | マクロスF ドラマCD 娘ドラ◎ ドラ2                                                               | ミハエル・ブラン（神谷浩史）、クラン・クラン（豊口めぐみ） | 「ランナー」                                                                                             | テレビアニメ『マクロスF』関連曲                                        |
| 5月27日  | 神曲奏界ポリフォニカ crimsonS キャラクターソング Vol.1 The First Movement 光の旋律/証 -akashi- | タタラ・フォロン（神谷浩史） | 「光の旋律」                                                                                             | テレビアニメ『神曲奏界ポリフォニカ クリムゾンS』関連曲                 |
| 6月24日  | 理系男子。 勉強になる!? キャラクターソング VOL.2 He：軽井空也                                  | 軽井空也（神谷浩史） | 「うるわし PERFECT☆BOY（勉強科目：古文）」 「原子分子マイン」                                            | 『理系男子。』関連曲                                                   |
| 6月26日  | Starry☆Sky 〜in Summer〜                                                                       | 宮地龍之介（神谷浩史） | 「Shoot High」                                                                                           | ゲーム『starry☆sky 〜in Summer〜』オープニングテーマ                   |
| 8月3日   | 佰物語                                                                                         | 阿良々木暦（神谷浩史）、戦場ヶ原ひたぎ（斎藤千和）、八九寺真宵（加藤英美里）、神原駿河（沢城みゆき）、千石撫子（花澤香菜）、羽川翼（堀江由衣）、忍野メメ（櫻井孝宏）、忍野忍（平野綾）、阿良々木火憐（喜多村英梨）、阿良々木月火（井口裕香） | 「思い出のアルバム」 「ありがとうさよなら」                                                              | ドラマCD『佰物語』テーマソング                                         |
| 8月19日  | VitaminZ キャラクターソングCD GTR編                                                            | 天童瑠璃弥（神谷浩史） | 「I LOVE MY HEART」 「愛の名の下に」                                                                     | ゲーム『VitaminZ』関連曲                                               |
| 8月26日  | 暗闇心中相思相愛                                                                               | 糸色望（神谷浩史） | 「暗闇心中相思相愛」                                                                                     | テレビアニメ『懺・さよなら絶望先生』エンディングテーマ                 |
| 2010年   |                                                                                                | | |                                                                        |
| 3月24日  | 戦国無双3 閃・烈歌奥義                                                                         | お市（前田愛）、浅井長政（神谷浩史） | 「とこしえに咲く花」                                                                                     | ゲーム『戦国無双3』関連曲                                              |
| 4月21日  | WORKING!! DVD 第1巻完全生産限定版 特典CD                                                       | 小鳥遊宗太（福山潤）、佐藤潤（小野大輔）、相馬博臣（神谷浩史） | 「ハートのエッジに挑もう Go to Heart Edge」                                                              | テレビアニメ『WORKING!!』エンディングテーマ                            |
| 6月23日  | 情熱-ワンナイト-バッチョーネ/ロマンティックPuzzle                                              | メトロポリスV〔G・グィード（遊佐浩二〕、N・ネイサン（神谷浩史）、C・クロムウェル（大塚明夫）、F・フレデリック（福山潤）、D・ディディエ（鈴木千尋）                                                                                           | 「情熱-ワンナイト-バッチョーネ」 「ロマンティックPuzzle」                                                | Lucian Bee's JUSTICE YELLOW テーマソング                               |
| 11月24日 | 「理系男子。」勉強になる!?キャラクターソング第2弾 VOL.2 軽井空也&輝銀次郎                      | 軽井空也（神谷浩史） | 「At 少しだけ（勉強科目：英語）」 「美人☆美人 花園（勉強科目：漢文）」 「感じて エレメント」             | 『理系男子。』関連曲                                                   |
| 11月24日 | cosmic cuune                                                                                   | シェリル・ノーム（May'n）、ランカ・リー（中島愛）、frontier stars | 「Merry Christmas without You」                                                                          | テレビアニメ『マクロスF』関連曲                                        |
| 12月22日 | デュラララ!! DVD vol.11 完全生産限定版 特典CD                                                  | 折原臨也（神谷浩史） | 「すばらしい日々」                                                                                       | テレビアニメ『デュラララ!!』関連曲                                     |
| 2011年   |                                                                                                | | |                                                                        |
| 2月9日   | 王子様と！セレブ♥デート 〜ラブφサミット〜                                                      | ロイ（松風雅也）、ウィリアム（神谷浩史） | 「LOVE CONNECTION」                                                                                      | 『ラブφサミット』関連曲                                                |
| 3月23日  | ドラゴンクライシス！ キャラクターソングアルバム『The Scene of DRAGON CRISIS!』                 | オニキス（神谷浩史） | 「Under the Moon」 「Light and Shadow」 「destiny」 「curtain call」 「Everlasting Flower -大切な想い-」 | テレビアニメ『ドラゴンクライシス！』関連曲                             |
| 8月24日  | WORKING!! きゃらそん☆MENU 5 相馬博臣 starring 神谷浩史                                         | 相馬博臣（神谷浩史） | 「not so bad」 「ワグナリア賛歌〜a day of 相馬博臣」                                                     | テレビアニメ『WORKING!!』関連曲                                        |
| 9月21日  | 夏目友人帳 参 BD&DVD第2巻完全生産限定版特典CD                                                  | 夏目貴志（神谷浩史） | 「自転車に乗れた日」                                                                                     | テレビアニメ『夏目友人帳 参』関連曲                                    |
| 11月2日  | WORKING'!! DVD第1巻 完全生産限定版 特典CD                                                      | 小鳥遊宗太（福山潤）、佐藤潤（小野大輔）、相馬博臣（神谷浩史） | 「いつものようにLOVE&PEACE!!」                                                                           | テレビアニメ『WORKING'!!』エンディングテーマ                           |
| 12月22日 | 「理系男子。」勉強になる!?キャラクターソング 第3弾                                             | 軽井空也（神谷浩史） | 「あいらし Tender♥Girl」                                                                                 | 『理系男子。』関連曲                                                   |
| 2012年   |                                                                                                | | |                                                                        |
| 2月22日  | 精霊飛来 / 天下を躍る                                                                          | 真田幸村（森川智之）、海野六郎（神谷浩史） | 「天下を躍る」                                                                                           | テレビアニメ『BRAVE10』オープニングテーマ                              |
| 3月21日  | 夏目友人帳 肆 BD&DVD第2巻完全生産限定版 特典CD                                                 | 夏目貴志（神谷浩史） | 「手のひらの願い」                                                                                       | テレビアニメ『夏目友人帳 肆』関連曲                                    |
| 8月31日  | ミュージックガンガン！ベストヒットチューン！                                                   | Cyan（神谷浩史） | 「Beat The Sound〜シアンのテーマ〜」                                                                     | ゲーム『ミュージックガンガン！』関連曲                                 |
| 9月8日   | VitaminZ Character Song CD「百歌繚乱 其の四 〜天童／桐丘／加賀美〜」                           | 天童 瑠璃弥（神谷浩史） | 「狂乱(CRAZY)NARCISSIST」                                                                                | 『VitaminZ』関連曲                                                     |
| 9月19日  | 機動戦士ガンダムAGE キャラクターソングアルバム Vol.2                                           | ゼハート・ガレット（神谷浩史） | 「理想郷（EDEN） 〜Reason for war〜」                                                                    | テレビアニメ『機動戦士ガンダムAGE』関連曲                              |
| 10月24日 | 機動戦士ガンダムAGE キャラクターソングアルバム Vol.3                                           | ゼハート・ガレット（神谷浩史） | 「END OF EDEN 〜理想の果て〜」                                                                           | テレビアニメ『機動戦士ガンダムAGE』関連曲                              |
| 11月7日  | DT捨テル/レッツゴーED                                                                          | ゴールデン・イクシオン・ボンバー DT | 「レッツゴーED」                                                                                         | テレビアニメ『イクシオン サーガ DT』エンディングテーマ                 |
| 11月21日 | エンディングテーマ 第6弾 『ぞっこん！ペン子さん』                                              | ペンギンさん（神谷浩史） | 「ぞっこん！ペン子さん」 「しろくまカフェ〜ペンギン〜」                                                  | テレビアニメ『しろくまカフェ』エンディングテーマ                       |
| 2013年   |                                                                                                | | |                                                                        |
| 2月27日  | 「イクシオン サーガ DT」アルバム IXION SAGA DT GOLDEN BEST of ED                               | バリアシオン（梶裕貴）、レオン（杉田智和）、KT（斎賀みつき）、ギュスターヴ（鈴村健一）、エレクパイル・デュカキス（神谷浩史） | 「○○たま」 「Stand Up!ED」                                                                               | テレビアニメ『イクシオン サーガ DT』関連曲                             |
| 7月26日  | ONE PIECE Log Collection “SABAODY"                                                             | トラファルガー・ロー（神谷浩史） | 「Dr.Heart Stealer」                                                                                     | テレビアニメ『ONE PIECE』関連曲                                        |
| 7月31日  | 14 to 1                                                                                        | ASAHINA Bros.+JULI | 「14 to 1」                                                                                              | テレビアニメ『BROTHERS CONFLICT』エンディングテーマ                    |
| 8月11日  | ◯◯たま                                                                                         | エレクパイル（神谷浩史） | 「◯◯たま（無修正Ver.）」 「◯◯たま（修正ありVer.）」 「◯◯たま（エレクさまの名ゼリフRemix）」              | テレビアニメ『イクシオン サーガ DT』関連曲                             |
| 8月21日  | カーニヴァル キャラクターソング Vol.5 花礫                                                     | 花礫（神谷浩史） | 「Reach for the sky」                                                                                    | テレビアニメ『カーニヴァル』関連曲                                     |
| 8月28日  | 神々の悪戯 神曲集 バルドル＆ロキ                                                               | バルドル・フリングホルニ（神谷浩史） | 「I bless you」                                                                                          | 『神々の悪戯』関連曲                                                   |
| 10月23日 | TVアニメ「BROTHERS CONFLICT」キャラクターソング コンセプトミニアルバム(2) 「コ☆ド☆モ」         | 琉生（武内健）、昴（小野大輔）、祈織（浪川大輔）、侑介（細谷佳正）、風斗（KENN）、弥（梶裕貴）、ジュリ（神谷浩史） | 「挑発 Machine☆Gun」 「だいすきを守る僕らの唄」                                                          | テレビアニメ『BROTHERS CONFLICT』関連曲                                |
| 10月23日 | 八犬伝―東方八犬異聞― キャラクターソングアルバム Vol.2                                          | 里見莉芳（神谷浩史） | 「Wish Your Hope」                                                                                       | テレビアニメ『八犬伝―東方八犬異聞―』関連曲                             |
| 12月25日 | BROTHERS CONFLICT 第5巻                                                                        | 琉生（武内健）、ジュリ（神谷浩史） | 「14 to 1」                                                                                              | テレビアニメ『BROTHERS CONFLICT』関連曲                                |
| 2014年   |                                                                                                | | |                                                                        |
| 2月15日  | Ace of Asia                                                                                    | MASOCHISTIC ONO BAND（神谷浩史、小野大輔） | 「Ace of Asia」                                                                                          | 映画『DearGirl〜Stories〜THE MOVIE2 -ACE OF ASIA-』主題歌              |
| 4月23日  | ハマトラ キャラクターファイルシリーズfile-03 アート                                            | アート（神谷浩史） | 「shade」 「辿り着くのは」                                                                               | テレビアニメ『ハマトラ』関連曲                                         |
| 4月30日  | TILL THE END                                                                                   | アポロン（入野自由）、ハデス（小野大輔）、月人（上村祐翔）、尊（豊永利行）、バルドル（神谷浩史）、ロキ（細谷佳正） | 「TILL THE END」                                                                                         | テレビアニメ『神々の悪戯』オープニングテーマ                           |
| 4月30日  | REASON FOR…                                                                                    | アポロン（入野自由）、ハデス（小野大輔）、月人（上村祐翔）、尊（豊永利行）、バルドル（神谷浩史）、ロキ（細谷佳正） | 「REASON FOR…」                                                                                          | テレビアニメ『神々の悪戯』エンディングテーマ                           |
| 8月27日  | TVアニメ「神々の悪戯」神曲集 バルドル＆ロキ                                                    | バルドル（神谷浩史） | 「HOLIC」                                                                                                | テレビアニメ「神々の悪戯」関連曲                                       |
| 11月26日 | 僕じゃダメですか？〜「告白実行委員会」キャラクターソング集〜                                   | HoneyWorks feat. 瀬戸口優（神谷浩史） | 「テレカクシ思春期」 「告白予行練習 -another story-」                                                    | 『告白実行委員会〜恋愛シリーズ〜』関連曲                               |
| 2015年   |                                                                                                | | |                                                                        |
| 1月21日  | I miss you の3メートル                                                                         | 地球征服部 | 「I miss you の3メートル」 「我ら正義のカエルラ・アダマス!!」                                            | テレビアニメ『美男高校地球防衛部LOVE!』エンディングテーマ              |
| 1月28日  | ワンピース ニッポン縦断！ 47クルーズCD in 大阪 LOST IN 新世界                                  | トラファルガー・ロー（神谷浩史） | 「LOST IN 新世界」                                                                                       | テレビアニメ『ONE PIECE』関連曲                                        |
| 1月28日  | I LOVE YOUが聞こえない                                                                         | ASAHINA Bros.+JULI | 「I LOVE YOUが聞こえない」                                                                               | OVA『BROTHERS CONFLICT』エンディングテーマ                             |
| 2月18日  | 美男高校地球防衛部LOVE! キャラクターソングCD2 カエルラ・アダマス SONGS 〜Conquest!〜           | 草津錦史郎（神谷浩史） | 「Never Know」                                                                                           | テレビアニメ『美男高校地球防衛部LOVE!』関連曲                          |
| 4月29日  | 黒子のバスケ 第3期 第2クール 帝光編 キャラクターソング                                         | 赤司征十郎（神谷浩史） | 「REGAL GENERATION」                                                                                     | テレビアニメ『黒子のバスケ』関連曲                                     |
| 4月29日  | 黒子のバスケ 第3期 第2クール 帝光編 キャラクターソング                                         | 黒子テツヤ（小野賢章）、黄瀬涼太（木村良平）、緑間真太郎（小野大輔）、青峰大輝（諏訪部順一）、紫原敦（鈴村健一）、赤司征十郎（神谷浩史） | 「REGAL GENERATION」                                                                                     | テレビアニメ『黒子のバスケ』関連曲                                     |
| 7月8日   | 黒子のバスケ SOLO SERIES Vol.18 赤司征十郎                                                     | 赤司征十郎（神谷浩史） | 「FINAL EMPEROR」 「DOUBLE CORE」                                                                        | テレビアニメ『黒子のバスケ』関連曲                                     |
| 8月5日   | 愛のプリズン                                                                                   | 監獄男子 | 「愛のプリズン」                                                                                         | テレビアニメ『監獄学園』オープニングテーマ                             |
| 8月5日   | 罪深き俺たちの讃歌                                                                             | 監獄男子 | 「罪深き俺たちの讃歌」                                                                                   | テレビアニメ『監獄学園』エンディングテーマ                             |
| 8月12日  | WORKING!!! BD・DVD第1巻特典CD                                                                  | 小鳥遊宗太（福山潤）、佐藤潤（小野大輔）、相馬博臣（神谷浩史） | 「まつ毛にLOCK」                                                                                         | テレビアニメ『WORKING!!!』エンディングテーマ                           |
| 12月16日 | 跪け 豚共が                                                                                    | リヴ●イ（神谷浩史） from No Name | 「跪け 豚共が」                                                                                          | テレビアニメ『進撃！巨人中学校』挿入歌                                 |
| 12月16日 | SIX SAME FACES 〜今夜は最高!!!!!!〜                                                            | イヤミ（鈴村健一） feat.おそ松（櫻井孝宏）×カラ松（中村悠一）×チョロ松（神谷浩史）×一松（福山潤）×十四松（小野大輔）×トド松（入野自由） | 「SIX SAME FACES 〜今夜は最高!!!!!!〜」                                                                  | テレビアニメ『おそ松さん』エンディングテーマ                           |
| 12月20日 | SOLO MINI ALBUM Vol.7 赤司征十郎                                                               | 赤司征十郎（神谷浩史） feat.実渕玲央（羽多野渉）、葉山小太郎（増田俊樹）、根武谷永吉（藤原貴弘）、黛千尋（逢坂良太） | 「DEEP FIGHT」                                                                                           | テレビアニメ『黒子のバスケ』関連曲                                     |
| 12月20日 | SOLO MINI ALBUM Vol.7 赤司征十郎                                                               | 赤司征十郎（神谷浩史） feat.緑間真太郎（小野大輔）、高尾和成（鈴木達央） | 「RESGINATION?」                                                                                         | テレビアニメ『黒子のバスケ』関連曲                                     |
| 12月20日 | SOLO MINI ALBUM Vol.7 赤司征十郎                                                               | 赤司征十郎（神谷浩史） feat.黒子テツヤ（小野賢章） | 「ANSWER」                                                                                               | テレビアニメ『黒子のバスケ』関連曲                                     |
| 12月20日 | SOLO MINI ALBUM Vol.7 赤司征十郎                                                               | 赤司征十郎（神谷浩史） | 「RETURN」 「FINAL EMPEROR（Remix）」                                                                    | テレビアニメ『黒子のバスケ』関連曲                                     |
| 2016年   |                                                                                                | | |                                                                        |
| 1月20日  | Clarity                                                                                        | リヴ●イ（神谷浩史） from No Name | 「Clarity」                                                                                              | テレビアニメ『進撃！巨人中学校』関連曲                                 |
| 3月16日  | SIX SHAME FACES 〜今夜も最高!!!!!!〜                                                           | トト子（遠藤綾） feat.おそ松（櫻井孝宏）×カラ松（中村悠一）×チョロ松（神谷浩史）×一松（福山潤）×十四松（小野大輔）×トド松（入野自由） | 「SIX SHAME FACES 〜今夜も最高!!!!!!〜」                                                                 | テレビアニメ『おそ松さん』エンディングテーマ                           |
| 6月8日   | 神々の悪戯 InFinite 神曲集 二重唱 バルドル&ロキ                                                | バルドル・フリングホルニ（神谷浩史）、ロキ・レーヴァテイン（細谷佳正） | 「Give me your heart -迷える子羊-」                                                                      | ゲーム『神々の悪戯 InFinite』関連曲                                    |
| 9月7日   | おそ松さん Original Sound Track Album                                                          | イヤミ（鈴村健一）、トト子（遠藤綾） feat.おそ松さんオールスターズ | 「SIX SAME FACES 〜今夜も最高!!!!!!!!!!!!!!〜 type FINAL」                                               | テレビアニメ『おそ松さん』エンディングテーマ                           |
| 9月14日  | 文豪ストレイドッグス キャラクターソングミニアルバム 其ノ弐                                     | 江戸川乱歩（神谷浩史） | 「迷宮解読遊戯」                                                                                         | テレビアニメ『文豪ストレイドッグス』関連曲                             |
| 2017年   |                                                                                                | | |                                                                        |
| 2月22日  | 何度だって、好き。〜告白実行委員会〜                                                           | HoneyWorks feat. 瀬戸口優（神谷浩史）、榎本夏樹（戸松遥）、望月蒼太（梶裕貴）、早坂あかり（阿澄佳奈）、芹沢春輝（鈴村健一）、合田美桜（豊崎愛生）                                                                                            | 「東京サマーセッション」                                                                                 | 『告白実行委員会〜恋愛シリーズ〜』関連曲                               |
| 2月22日  | 何度だって、好き。〜告白実行委員会〜                                                           | HoneyWorks feat. 瀬戸口優（神谷浩史） | 「テレカクシ記念日」                                                                                     | 『告白実行委員会〜恋愛シリーズ〜』関連曲                               |
| 6月21日  | 進撃の巨人 キャラクターイメージソングシリーズ Vol.06 リヴァイ                                  | リヴァイ（神谷浩史） | 「Dark Side Of The Moon」                                                                                | テレビアニメ『進撃の巨人』関連曲                                       |
| 6月28日  | ミニアルバム 宇宙戦隊キュウレンジャー (2)                                                      | ショウ・ロンポー（神谷浩史） | 「リュウコマンダー龍の道」                                                                               | テレビドラマ『宇宙戦隊キュウレンジャー』挿入歌                         |
| 8月23日  | 夏目友人帳 陸 BD&DVD第3巻 完全生産限定版 特典CD                                                | 夏目貴志（神谷浩史） | 「あやかしえにし」                                                                                       | テレビアニメ『夏目友人帳 陸』関連曲                                    |
| 11月22日 | ONE PIECE Island Song Collection シャボンディ諸島 キッド&ロー                                  | キッド（浪川大輔）、ロー（神谷浩史） | 「HEADLINERS」                                                                                           | テレビアニメ『ONE PIECE』関連曲                                        |
| 12月6日  | レッツゴー！ムッツゴー！〜6色の虹〜                                                            | ROOTS66 with 松野家6兄弟 | 「レッツゴー！ムッツゴー！〜6色の虹〜 早松66」                                                           | テレビアニメ『おそ松さん』第2期エンディングテーマ                      |
| 12月6日  | レッツゴー！ムッツゴー！〜6色の虹〜                                                            | ROOTS66 with 松野家6兄弟 | 「レッツゴー！ムッツゴー！〜6色の虹〜 遅松66」                                                           | テレビアニメ『おそ松さん』第2期エンディングテーマ                      |
| 12月6日  | 東京ウインターセッション feat.瀬戸口優・榎本夏樹・望月蒼太・早坂あかり・芹沢春輝・合田美桜     | HoneyWorks feat.瀬戸口優（神谷浩史）、榎本夏樹（戸松遥）、望月蒼太（梶裕貴）、早坂あかり（阿澄佳奈）、芹沢春輝（鈴村健一）、合田美桜（豊崎愛生）                                                                                             | 「東京ウインターセッション」                                                                             | テレビアニメ『いつだって僕らの恋は10センチだった。』エンディングテーマ |
| 2018年   |                                                                                                | | |                                                                        |
| 2月28日  | Ψレントプリズナー                                                                              | 斉木ックラバー feat.斉木楠雄（神谷浩史）、燃堂力（小野大輔）、海藤瞬（島﨑信長） | 「Ψレントプリズナー」                                                                                    | テレビアニメ『斉木楠雄のΨ難』第2期オープニングテーマ                   |
| 2月28日  | 大人÷6×子供×6                                                                                  | The おそ松さんズ with 松野家6兄弟 | 「大人÷6×子供×6」                                                                                        | テレビアニメ『おそ松さん』第2期エンディングテーマ                      |
| 5月30日  | Duet♡してくだΨ                                                                                 | 斉木ックラバー feat. 斉木楠雄（神谷浩史）、照橋心美（茅野愛衣）、相卜命（喜多村英梨） | 「Duet♡してくだΨ」                                                                                       | テレビアニメ『斉木楠雄のΨ難』第2期エンディングテーマ                   |
| 2019年   |                                                                                                | | |                                                                        |
| 2月27日  | 続・終物語 こよみリバース 上 BD・DVD特典CD                                                     | 語：阿良々木暦（神谷浩史） | 「07734」                                                                                                | テレビアニメ『続・終物語』オープニングテーマ                           |
| 3月26日  | 黒子のバスケ 3rd SEASON Blu-ray BOX 特典CD                                                     | 赤司征十郎（神谷浩史） | 「限界突破FIGHT!!」                                                                                      | テレビアニメ『黒子のバスケ』関連曲                                     |
| 3月26日  | 黒子のバスケ 3rd SEASON Blu-ray BOX 特典CD                                                     | 赤司征十郎（神谷浩史）、黛千尋（逢坂良太） | 「ALWAYS WIN」                                                                                           | テレビアニメ『黒子のバスケ』関連曲                                     |
| 4月24日  | We are VORPAL SWORDS!!                                                                         | 黒子テツヤ（小野賢章）、火神大我（小野友樹）、赤司征十郎（神谷浩史）、青峰大輝（諏訪部順一）、緑間真太郎（小野大輔）、黄瀬涼太（木村良平）、紫原敦（鈴村健一）                                                                               | 「We are VORPAL SWORDS!!」                                                                               | 劇場アニメ『劇場版 黒子のバスケ LAST GAME』関連曲                      |
| 6月26日  | えいがのおそ松さん オリジナルサウンドトラック                                                  | 松野カラ松（中村悠一）、松野チョロ松（神谷浩史）、松野一松（福山潤）、松野十四松（小野大輔）、松野トド松（入野自由） | 「赤塚ホテル」                                                                                           | 劇場アニメ『えいがのおそ松さん』挿入歌                                 |
| 2020年   |                                                                                                | | |                                                                        |
| 1月15日  | 好きすぎてやばい。〜告白実行委員会キャラクターソング集〜                                       | HoneyWorks feat. 瀬戸口優（神谷浩史）、榎本夏樹（戸松遥）、望月蒼太（梶裕貴）、早坂あかり（阿澄佳奈）、芹沢春輝（鈴村健一）、合田美桜（豊崎愛生）                                                                                            | 「東京オータムセッション」                                                                               | 『告白実行委員会〜恋愛シリーズ〜』関連曲                               |
| 11月25日 | 婚約戦争 feat. 瀬戸口優×望月蒼太×芹沢春輝/さみしがりや feat. 柴崎健×柴崎愛蔵                   | HoneyWorks feat. 瀬戸口優（神谷浩史）、望月蒼太（梶裕貴）、芹沢春輝（鈴村健一） | 「婚約戦争」                                                                                             | ゲーム『HoneyWorks Premium Live』オープニングテーマ                    |
| 12月16日 | Max Charm Faces 〜彼女は最高♡♡!!!!!!〜                                                         | Shuta Sueyoshi with Totoko（遠藤綾）♡Nya（山下七海） & 松野家6兄弟 | 「Max Charm Faces 〜彼女は最高♡♡!!!!!!〜」                                                               | テレビアニメ『おそ松さん』第3期エンディングテーマ                      |
| 2021年   |                                                                                                | | |                                                                        |
| 2月24日  | Amazing Intelligence 〜クズは最高!!!!!!!!!!!!!♡♡△△〜                                           | オムスビ（山本和臣） with おそ松さんオールスターズ | 「Amazing Intelligence 〜クズは最高!!!!!!!!!!!!!♡♡△△〜」                                                 | テレビアニメ『おそ松さん』第3期エンディングテーマ                      |
| 7月21日  | SSSS.DYNAZENON CHARACTER SONG.2                                                                | ジュウガ（神谷浩史） | 「Border」                                                                                               | テレビアニメ『SSSS.DYNAZENON』関連曲                                   |
| 7月21日  | SSSS.DYNAZENON CHARACTER SONG.2                                                                | 怪獣優生思想 | 「約束」                                                                                                 | テレビアニメ『SSSS.DYNAZENON』関連曲                                   |
| 8月18日  | スケートリーディング☆スターズ キャラクターソングミニアルバム②                                  | 篠崎怜鳳（神谷浩史） | 「アイス・フェニックス」                                                                                 | テレビアニメ『スケートリーディング☆スターズ』関連曲                    |
| 8月18日  | おそ松さん Original Sound Track Album3                                                         | Shuta Sueyoshi with Totoko（遠藤綾）♡Nya（山下七海） & 松野家6兄弟 | 「Max Charm Faces 〜彼女は最高♡♡!!!!!!〜 Smile Again」                                                   | テレビアニメ『おそ松さん』第3期エンディングテーマ                      |
| 8月18日  | おそ松さん Original Sound Track Album3                                                         | オムスビ（山本和臣） with おそ松さんオールスターズ | 「Amazing Intelligence 〜クズは最高!!!!!!!!!!!!!♡♡△△〜 Type FINAL」                                      | テレビアニメ『おそ松さん』第3期エンディングテーマ                      |
| 10月13日 | 死神坊ちゃんと黒メイド サウンドトラック&キャラクターソングアルバム                             | 坊ちゃん（花江夏樹）、アリス（真野あゆみ）、ロブ（大塚芳忠）、ヴィオラ（水瀬いのり）、カフ（倉持若菜）、ザイン（神谷浩史） | 「Make a wish」                                                                                          | テレビアニメ『死神坊ちゃんと黒メイド』挿入歌                           |
| 2023年   |                                                                                                | | |                                                                        |
| 3月15日  | ねぇ、好きって痛いよ。 〜告白実行委員会キャラクターソング集〜                                  | HoneyWorks feat. 瀬戸口優（神谷浩史）、榎本夏樹（戸松遥）、望月蒼太（梶裕貴）、早坂あかり（阿澄佳奈）、芹沢春輝（鈴村健一）、合田美桜（豊崎愛生）                                                                                            | 「東京スプリングセッション」                                                                             | 『告白実行委員会〜恋愛シリーズ〜』関連曲                               |

### その他参加楽曲
| 発売日         | 商品名                                                               | 歌                                                                                 | 楽曲                                           | 備考                                                            |
| -------------- | -------------------------------------------------------------------- | ---------------------------------------------------------------------------------- | ---------------------------------------------- | --------------------------------------------------------------- |
| 2007年9月21日  | 「鈴村健一の超人タイツ ジャイアント」思い出のヒーローソング集        | 神谷浩史                                                                           |                                                | 友情出演としてコーラスで参加                                    |
| 2010年2月24日  | Kiramune Music Festival 2009                                         | CONNECT、入野自由、神谷浩史、浪川大輔                                              | 「EVER DREAM」                                 | ライブイベント『Kiramune Music Festival 2009』関連曲            |
| 2012年2月22日  | ディズニー・デート 声の王子様                                        | 神谷浩史                                                                           | 「きみも飛べるよ!」                            |                                                                 |
| 2012年8月24日  | Kiramune Music Festival 2012 LIVE DVD 特典CD                         | CONNECT、入野自由、神谷浩史、浪川大輔、柿原徹也、岡本信彦、Trignal                 | 「Get Together!」                              | 『Kiramune Music Festival 2012 LIVE DVD』関連曲                 |
| 2012年9月19日  | ディズニー 声の王子様 第2章 〜Love Stories〜                         | 神谷浩史                                                                           | 「ハイ・ホー」                                 |                                                                 |
| 2012年9月19日  | ディズニー 声の王子様 第2章 〜Love Stories〜 Standard Edition        | 石田彰、神谷浩史、下野紘、関智一、櫻井孝宏、緑川光、置鮎龍太郎、岡本信彦、山寺宏一 | 「小さな世界」                                 |                                                                 |
| 2013年3月27日  | Disney 声の王子様〜東京ディズニーリゾート30周年記念盤                | 神谷浩史                                                                           | 「アロハ・エ・コモマイ〜スティッチ・エイサー」 |                                                                 |
| 2013年3月27日  | Disney 声の王子様〜東京ディズニーリゾート30周年記念盤 Deluxe Edition | 神谷浩史 & 梶裕貴                                                                  | 「マジカル・モーメント」                       |                                                                 |
| 2013年6月21日  | 八犬伝―東方八犬異聞― BD第4巻初回限定版 特典CD                        | 神谷浩史、浪川大輔                                                                 | 「選ばれし者のために」                         | テレビアニメ『八犬伝―東方八犬異聞―』イメージソング              |
| 2013年10月25日 | 八犬伝―東方八犬異聞― BD第8巻初回限定版 特典CD                        | 藤原啓治、神谷浩史、浪川大輔、明坂聡美                                             | 「僕らの理由」                                 | テレビアニメ『八犬伝―東方八犬異聞―』イメージソング              |
| 2013年11月20日 | 緊急発信！ラジレンジャー                                             | 特撮戦隊 ラジレンジャーRX featuring 水木一郎                                       | 「緊急発信！ラジレンジャー」                   | ラジオ『東映公認 鈴村健一・神谷浩史の仮面ラジレンジャー』主題歌 |
| 2013年11月20日 | 緊急発信！ラジレンジャー                                             | 特撮戦隊 ラジレンジャーRX                                                          | 「ELEMENTS」                                   | ラジオ『東映公認 鈴村健一・神谷浩史の仮面ラジレンジャー』主題歌 |